# 로지스틱 사상

로지스틱 사상의 움직임을 거미줄 그림으로 나타낸 그림. 초기 조건을 0.2로 해 매개변수(그림의 r)을 1부터 4까지 늘렸을 때 일어나는 움직임의 변화가 애니메이션으로 나타난다.

로지스틱 사상(logistic map)이란 xn+1 = axn(1 − xn)라는 이차 함수의 차분 방정식(점화식)으로 정해진 이산역학계이다. 단순한 이차 함수의 식이면서 매우 복잡한 움직임을 내는 것으로 알려져 있다. 로지스틱 맵이나 이산형 로지스틱 방정식(discrete logistic equation), 단순히 이차 사상족이나 이차 함수족라고도 불린다.
로지스틱 사상의 a는 매개변수라 불리는 상수, x가 변수로, 적당히 a의 값을 정하고 처음 x0을 정해 계산하면 x0, x1, x2, …라는 수열을 얻을 수 있다. 이 수열을 역학계 분야에서는 궤도라 부르고, 궤도는 a에 어느 값을 주는가에 따라 변화한다. 매개변수 a를 변화시키면 로지스틱 사상의 궤도는 하나의 값으로 떨어지거나, 몇 개의 값을 주기적으로 반복하거나, 혼돈이라 불리는 비주기적 변동을 보이거나 여러 모양으로 변화한다.
로지스틱 사상을 생물의 개체수를 나타내는 모델로 해 보는 입장에서는 변수 xn는 1세대, 2세대…라는 세대로 나타낸 개체수를 의미하고, 로지스틱 사상이란 현재의 개체수 xn로부터 다음 세대의 개체수 xn+1를 계산하는 식이다. 생물 개체수 모델로의 로지스틱 사상은 어느 생물의 개체수가 어느 환경 안에서 생식하고, 더욱이 그 환경과 외부와의 사이에서 개체의 이출입이 없는 상황을 상정하고 있고, xn는 정확히는 개체수 그 자체가 아닌, 그 환경 안에 존재 가능한 최대 개체수에 대한 비율을 의미한다. 미분방정식으로 개체수를 모델링하는 로지스틱 방정식의 이산화로부터도 로지스틱 사상은 유도 가능하고, '로지스틱 사상'이라는 이름도 그것에서 유래한다.
이차 함수의 역학계로의 연구는 20세기 초반부터 있었으나, 1970년대, 특히 수리생물학자 로버트 메이의 연구에 의해 로지스틱 사상은 널리 알려지게 됐다. 메이 이외에도 스타니스와프 울람과 존 폰 노이만, 페카 뮈르버그, 올렉산드르 샤르코우스키, 니콜라스 메트로폴리스, 미첼 파이겐바움 등이 로지스틱 사상의 움직임 해명에 관한 일을 하였다.

## 정의와 배경
단순히 말하면 로지스틱 사상이란 다음과 같은 이차 함수이다.

| {\displaystyle y=ax(1-x)} | \| \| \| \| \| \| \| \| | (1-1) |
|                           |                         |       |
|                           |                         |       |
식 안의 a는 상수를 의미하고 매개변수라 불린다. a 이외에는 μ나 r이나 λ를 매개변수의 기호로 사용하는 경우도 있다.
식 (1-1)에 대해 먼저 상수 a의 구체적인 수치를 결정한다. 더욱이 변수 x의 값을 적당히 정하고, 식에서 y의 값을 계산한다. 그리고, 얻은 y의 값을 새로운 x의 값으로 보고 식을 대입해 새로운 y의 값을 계산한다. 이러한 계산을 반복하는 것이 로지스틱 사상을 사용하는 것이다. 예시로 a를 2, 처음의 x를 0.01로 했을 때의 반복 계산을 5회째까지 행하면 이하의 표처럼 된다.
| 계산 횟수 | 입력한 x의 값 | y = 2x(1 − x)의 계산 결과                            |
| 1         | 0.01          | 2 × 0.01 × (1 − 0.01) = 0.0198                       |
| 2         | 0.0198        | 2 × 0.0198 × (1 − 0.0198) = 0.03881592               |
| 3         | 0.03881592    | 2 × 0.03881592 × (1 − 0.03881592) = 0.0746184887     |
| 4         | 0.0746184887  | 2 × 0.0746184887 × (1 − 0.0746184887) = 0.1381011397 |
| 5         | 0.1381011397  | 2 × 0.1381011397 × (1 − 0.1381011397) = 0.2380584298 |

로지스틱 사상 자체는 중학교에서 배우는 딱히 특별한 것 없는 이차 함수이고, 계산 자체도 중학생도 가능할 정도의 수준이다. 반복의 계산도 계산기로 가능하고, 컴퓨터의 스프레드시트를 사용하면 더욱 간단하게 가능하다.
로지스틱 사상은 점화식 혹은 차분 방정식의 형식으로 다음과 같이도 쓸 수 있다.

| {\displaystyle x_{n+1}=ax_{n}(1-x_{n})} | \| \| \| \| \| \| \| \| | (1-2) |
|                                         |                         |       |
|                                         |                         |       |
x0의 값을 정하면 이 차분 방정식에 따라 그 뒤의 변수의 값 x1, x2, x3,…이 순차적으로 계산 가능하다. 이러한 수열을 만드는 차분 방정식을 역학계(다이내미컬 시스템)이라고도 부른다. 역학계란 시간과 함께 상태가 변화하는 계(시스템)으로, 특히 현재의 상태가 정해지면 그 후의 상태도 일의적으로 정해지는 계를 가리킨다. 차분 방정식 (1-2)과 같은 형식으로 정의된 역학계는 특히 이산 역학계라고 불린다.
역학계적인 시점에서는 변수 xn의 밑첨자 n을 시각이나 시간으로 부른다. 수열의 초기 조건 x0은 초기 조건이라 불린다. 변수의 시간 변화의 모습을 명확한 전문용어는 아니나, 움직임이라 부른다. 그러나 시각 n은 물리적인 시간을 정말로 의미하고 있는 것은 아니고, 어떠한 현상의 진행을 표시하고 있는 편의적인 레이블이다.
나중에 후술하듯이, 로지스틱 사상은 생물의 개체수의 변화를 생각하는 식으로 세상에 알려진 측면을 가진다. 이 경우, xn는 어느 세대의 생물의 개체수를 서식 환경에서 가능한 최대 서식 개체수로 나눈 값을 의미하고 있다. 차분 방정식(1-2)에 의해 n세대째의 개체수부터 n+1세대째의 개체수가 계산이 가능하다는 것이 생물 개체수 모델로의 로지스틱 사상의 의미이다. 개체수가 증가하면 개체수의 증가 속도는 감소하는 것으로, 이 효과를 로시특 사상에서는 (1 − xn)라는 항으로 도입하고 있다. 예를 들면, 어느 세대에서 개체수가 최대 서식 개체수에 가깝고, xn = 0.9999라고 하면 항 (1 − xn)는 0에 매우 가까운 수치로 되므로, 다음 세대의 개체수 xn+1은 급격하게 감소하는 것으로 된다.
'로지스틱 사상'의 이름에서 나오는 사상이란 어느 집합의 원소를 또 어느 집합의 원소에 대응시키는 규칙을 가리키는 용어이다. 함수와 비슷한 것이나, 함수를 수 이외의 집합도 다루는 경우도 포함해 더욱 일반화한 것이 사상이라 할 수 있다. 사상이라는 시점에서는 로지스틱 사상은 실수의 한 점을 실수의 한 점으로 대응시키는 규칙이라고 할 수 있다. 단, '함수'와 '사상'에 수학 전체에서 공유되는 엄밀한 구분은 존재하지 않고, 실제로 어느 쪽의 말을 사용할지는 각 분야의 관습에 의한 것이 크다. 역학계 분야에서는 식 (1-2)와 같은 차분 방정식을 사상으로 잡아 사상이라는 말로 부르는 경우도 많다.
로지스틱 사상을 사상의 형태로 표현하면

| {\displaystyle f:x\mapsto ax(1-x)} | \| \| \| \| \| \| \| \| | (1-3) |
|                                    |                         |       |
|                                    |                         |       |
이나

| {\displaystyle f(x)=ax(1-x)} | \| \| \| \| \| \| \| \| | (1-4) |
|                              |                         |       |
|                              |                         |       |
와 같이 나온다. 사상이 매개변수 a에 의존하고 있는 것을 명확히 하기 위해

| {\displaystyle f_{a}(x)=ax(1-x)} | \| \| \| \| \| \| \| \| | (1-5) |
|                                  |                         |       |
|                                  |                         |       |
와 같이 사상의 기호에 매개변수 기호의 첨자를 붙여 나타내는 경우도 있다. 식 (1-3))이나 식 (1-4)와 같은 사상으로의 표현은 식 (1-2)와 같은 차분 방정식의 표현과 실질적으로 동등하나, 시각 n을 하나하나 적지 않아도 되는 편리성도 있기에 종종 사용된다.
이산 역학계의 수열 x0, x1, x2,…은 사상 f를 반복해 적용시켜 만들어낸다는 것으로도 볼 수 있다. 초기 조건을 x0라고 하면

| {\displaystyle {\begin{aligned}x_{1}&=f(x_{0})\\x_{2}&=f(f(x_{0}))\\x_{3}&=f(f(f(x_{0})))\end{aligned}}} | \| \| \| \| \| \| \| \| | (1-6) |
| |                         |       |
| |                         |       |
와 같이 수열은 x0에 사상을 반복해 적용시켜 만들어진 것으로도 적을 수 있다. 이와 같이 사상을 반복해 적용시키는 조작을 사상의 반복(iteration) 등으로 부른다. 간단하게 표기하기 위해 사상의 반복을

| {\displaystyle {\begin{aligned}f(f(x_{0}))\ =f^{2}(x_{0})\\f(f(f(x_{0})))\ =f^{3}(x_{0})\end{aligned}}} | \| \| \| \| \| \| \| \| | (1-7) |
| |                         |       |
| |                         |       |
와 같이 적는다. f n (x0)으로 x0에 대한 f의 n회 반복을 의미하고 있다. 그리고 차분 방정식으로부터 얻어지는

| {\displaystyle x_{0},\ x_{1},\ x_{2},\cdots } | \| \| \| \| \| \| \| \| | (1-8) |
|                                               |                         |       |
|                                               |                         |       |
라는 열, 혹은 사상의 반복으로부터 얻어지는

| {\displaystyle x_{0},\ f(x_{0}),\ f^{2}(x_{0}),\cdots } | \| \| \| \| \| \| \| \| | (1-9) |
|                                                         |                         |       |
|                                                         |                         |       |
라는 열을 역학계에서는 궤도라고 부른다. 역학계라는 분야의 관심은 주어진 역학계의 궤도의 움직임을 연구하는 것이다.
입력과 결과가 단순한 비례 관계로 이어져있는 시스템을 선형이라고 하고, 비례 관계로 나타내는 것이 불가능한 시스템을 비선형이라고 한다. 로지스틱 사상은 생각할 수 있는 한 가장 단순한 비선형 함수인 2차 함수로 정의된다. 그러나 그 꽤나 간단한 식과는 정반대로 로지스틱 사상은 꽤나 복잡한 움직임을 만들어낸다. 2차 함수의 반복 계산이라는 설정이 현대 수학의 주제의 하나로, 다양한 수학 이론을 야기한다. 후술하듯이 로지스틱 사상에서는 혼돈(카오스)이라는 현상이 나타나고, 혼돈 입문으로 적합한 제재이기도 하다.

## 정의역과 그래프

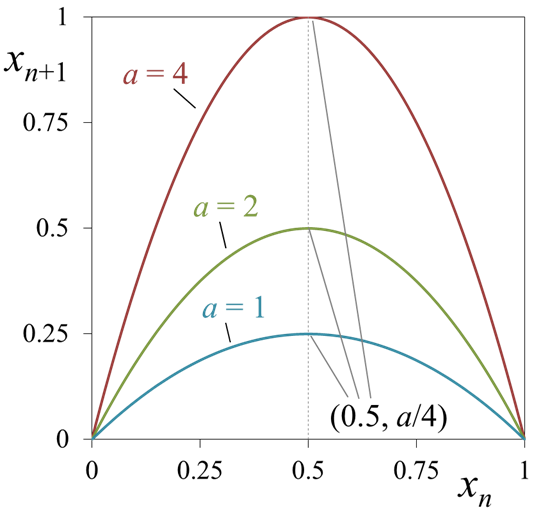
로지스틱 사상의 그래프. (x_{n+1}과 x_{n}의 함수) 그래프는 포물선의 형태를 하고 있고, 매개변수 a가 변하면 포물선의 꼭짓점이 바뀐다.

전술했듯이, 로지스틱 사상에서는 생물의 개체수의 변동을 생각하는 모델로의 측면이 있다. 이때, 로지스틱 사상의 변수 x는 생물의 개체수를 최대 서식지로 나눈 값이었으므로 x가 취할 수 있는 수치는 0 ≤ x ≤ 1의 사이로 한정된다. 그러한 사정도 있고, 로지스틱 사상의 변수의 범위를 닫힌구간 [0, 1]로 한정해 그 움직임이 의논되는 경우가 많다.
변수를 항상 0 ≤ x ≤ 1으로 한정하려 하면 필연적으로 매개변수 a가 취하는 범위는 0부터 4까지 (0 ≤ a ≤ 4)로 한정된다. 왜냐하면, xn이 [0, 1]의 범위 내에 있으면 xn+1의 최댓값은 {{수학|⁠a/4⁠}로 된다. 따라서 a > 4에서는 xn+1의 값이 1을 넘을 가능성이 나온다. 한편, a가 음수일 때는 x가 음의 값을 취하게 돼버린다.
사상의 그래프를 이용하는 것으로, 그 움직임의 대부분을 알 수도 있다. 로지스틱 사상 xn+1 = ax(1 − xn)의 그래프는 가로축을 xn(혹은 x)로 하고, 세로축을 xn+1(혹은 f (x))로 해서 평면상에 xn과 xn+1의 관계를 나타낸 곡선이다. 로지스틱 사상의 그래프는 a = 0의 경우를 제외하고,

| {\displaystyle (x_{n},x_{n+1})=\left(0.5,{\frac {a}{4}}\right)} | \| \| \| \| \| \| \| \| | (2-1) |
|                                                                 |                         |       |
|                                                                 |                         |       |
을 꼭짓점으로 하는 포물선의 형태를 하고 있다. a를 변화시키면 꼭짓점은 상하로 움직이고, 포물선은 형태를 바꾼다. 또, 로지스틱 사상의 포물선은 가로축 (xn+1 = 0의 직선)과 두 점에서 만난다. (xn, xn+1) = (0, 0)과 (xn, xn+1) = (1, 0)이 그 두 개의 교점으로 이들의 위치는 a의 값에 영향을 받지 않고 일정하다.
사상의 그래프는 특히 로지스틱 사상과 같은 1 변수의 사상의 그래프는 그 사상의 움직임을 이해하기 위한 열쇠이다. 그래프의 효과의 하나는 고정점이라 불리는 점의 표시이다. 사상의 그래프에 겹쳐지듯이 y = x의 직선（45°의 직선）을 긋는다. 이 45° 직선과 그래프가 만나는 점이 있으면, 그 점이 고정점이다. 식으로 적으면 고정점은

| {\displaystyle f(x)=x} | \| \| \| \| \| \| \| \| | (2-2) |
|                        |                         |       |
|                        |                         |       |
을 만족하고 있는 점으로, 사상을 적용해도 변화하지 않는 점을 의미한다. 고정점을 xf으로 표기하는 것으로 한다. 로지스틱 사상의 경우에 식 (2-2)를 만족하는 고정점은 ax(1 − x) = x를 풀어

| {\displaystyle x_{f1}=0} | \| \| \| \| \| \| \| \| | (2-3) |
|                          |                         |       |
|                          |                         |       |

| {\displaystyle x_{f2}=1-{\frac {1}{a}}} | \| \| \| \| \| \| \| \| | (2-4) |
|                                         |                         |       |
|                                         |                         |       |
의 두 점이다.（a = 0의 경우를 제외한다.) 고정점의 개념은 이산 역학계에 있어 가장 중요하다.
1 변수 사상에 대해 사용할 수 있는 또 하나의 그래프를 이용한 기술이 거미줄 그림(cobweb plot)으로 불리는 수법이다. 가로축 위에 초기 조건 x0을 정한 뒤 그곳에서 f (x)의 곡선까지 세로 방향으로 직선을 긋는다. f (x)의 곡선과 만나는 곳애서 y = x의 45° 직선까지 가로 방향으로 직선을 긋고, 45° 직선에 만난 곳에서 f (x)의 곡선까지 세로 방향으로 직선을 긋는다. 이를 반복하는 것으로, 평면 위에 거미줄상 내지 계단상의 그림이 나온다. 사실 이 작도는 도시적으로 궤도의 계산하는 것과 마찬가지로, 작성된 거미줄상의 그림은 x0에서 출발하는 궤도를 나타낸다. 이 그림에 의해 궤도의 전체적인 움직임을 한 눈에 보는 것이 가능하다.

## 움직임, 매개변수a에 의한 변화
상술했듯이, 로지스틱 사상 자체는 어떠한 특별한 것 없는 2차 함수이고, 궤도의 계산 자체도 중학생이어도 가능할 정도이다. 역학계적으로 중요한 문제는 매개변수 a를 변화시키면 궤도의 움직임이 어떻게 바뀌는가에 있다. a의 수치에 따라, 로지스틱 사상의 궤도의 움직임은 단순하게도 복잡하게도 바뀐다. 이하, a를 늘였을 때에 로지스틱 사상의 움직임이 어떤 식으로 변화해가는가를 순차적으로 설명한다.

### 0 ≤a< 1의 경우
먼저, 매개변수가 a = 0일 때는 초기 조건 x0이 어떤 값이든 x1 = 0으로 된다. 결국, a = 0의 로지스틱 사상의 궤도는 초기 조건 이후의 값이 전부 0으로 되는 궤도로, 이 경우 별로 조사할 내용은 없다.
다음으로, 매개변수가 0 < a < 1의 범위에 있을 때, 초기 조건 x0이 0부터 1까지의 어떤 수치여도, xn은 단조롭게 감소해간다. 결국, n → ∞의 극한으로 xn은 0으로 수렴한다. 이 수렴한 xn = 0이라는 점은 식 (2-3)으로 나타낸 고정점 xf 1이다. 이렇게 주변의 궤도가 수렴하는 타입의 고정점은 점근적 안정, 안정 혹은 흡인적이라고 불린다. 반대로 시간 n의 증가와 함께 xf의 부근의 궤도가 xf로부터 떨어져간다면, 그 고정점 xf는 불안정이나 반발적이라고 불린다.

고정점이 점근적 안정인지 아닌지를 알기 위해서는 사상 f의 미분을 구한다는 일반적으로 간단한 방법이 있다. f (x)의 미분 ⁠df (x)/dx⁠를 f ′(x)로 나타내는 것이다. 이 미분이 고정점 xf로

| {\displaystyle \left\|f'(x_{f})\right\|<1} | \| \| \| \| \| \| \| \| | (3-1) |
|                                            |                         |       |
|                                            |                         |       |
이라는 조건을 만족시키면, xf는 점근적 안정이다. 여기서 |〇|는 〇의 절댓값을 의미한다.
사상의 그래프에서 이러한 것을 보면, 그래프의 곡선 위의 점 xf의 접선의 기울기가 −1에서 1의 사이에 있으면 xf는 안정으로, 그 주위의 궤도는 xf로 끌어당겨진다는 것이다. 로지스틱 사상의 미분은

| {\displaystyle f'(x)=a(1-2x)} | \| \| \| \| \| \| \| \| | (3-2) |
|                               |                         |       |
|                               |                         |       |
으로, x = 0 동시에 0 < a < 1에서는 0 < f ′(0) < 1이므로 고정점 xf 1 = 0은 식 (3-1)을 만족하고 있다.
단, 식 (3-1)에 의한 판별법은 xf에서 어느 정도의 범위에 있는 궤도가 xf로 끌어당겨지는가는 알 수 없다. 어디까지나 xf가 있는 근방 내의 x가 수렴하는 것을 보증하고 있을 뿐이다. 지금의 경우, 0으로 수렴하는 초기 조건의 구간은 닫힌구간 [0, 1] 전역이나, 이를 명확히 알기 위해서는 다른 고찰을 필요로 한다.
고정점이 불안정한지 아닌지의 판별 방법은 비슷하게 사상의 미분에서 알 수 있다. 어느 고정점 xf가

| {\displaystyle \left\|f'(x_{f})\right\|>1} | \| \| \| \| \| \| \| \| | (3-3) |
|                                            |                         |       |
|                                            |                         |       |
를 만족할 때, xf는 불안정하다. 매개변수가 0 < a < 1의 범위에 있을 때에는 또 하나의 고정점 xf 2 = 1 − ⁠1/a⁠는 음의 값이기에 닫힌구간 [0, 1]의 범위에서는 나타나지 않지만, 불안정한 고정점으로 존재하고 있다.

### 1 ≤a≤ 2의 경우
매개변수가 a = 1일 때, 로지스틱 사상의 궤도는 여태까지와 비슷하게 0으로 수렴한다. 단, 수렴하는 속도가 a = 1에서는 천천히 된다. a = 1의 고정점 0은 점근적 안정이기는 하나, 식 (3-1)을 만족하지 않는다. 실인즉, 식 (3-1)에 의한 판별 방법은 사상을 고정점 근방에서 1차 근사하는 것에 따라 성립한다. a = 1에서는 이 근사가 성립하지 않게 되고, 안정·불안정은 사상의 2차(제곱)의 항에 따라 결정되게 된다.
a = 1의 상태를 그래프로 보면 x = 0에서 그래프의 곡선이 45° 대각성에 접한 상태로 된다. 이때, 0 < a < 1의 범위에서는 음의 점위로 존재했던 고정점 xf 2 = 1 − ⁠1/a⁠의 값은 xf 2 = 0으로 된다. 결국, a가 증가함에 따라 xf 2의 값은 0에 가까워지고, a = 1에서 xf 2는 xf 1 = 0과 충돌한다. 이 충돌에 의해 넘김고비 갈림(혹은 제한이동 분기, 초월 임계 분기)(Transcritical bifurcation)라는 현상이 일어난다.

분기란 역학계의 움직임이 정성적으로 변하는 현상을 가리키는 용어로, 이 경우의 넘김고비 갈림에서는 고정점끼리 안정성의 교체가 일어난다. 결국, a가 1 미만에서는 xf 1은 안정, xf 2는 불안정에 해당했으나, a가 1을 넘으면 xf 1은 불안정, xf 2는 안정적으로 된다. 분기가 일어날 때의 매개변수의 값은 분기점이라고 불린다. 여기서는 a = 1이 분기점이다.
분기의 결과, 로지스틱 사상의 궤도는 xf 1 = 0이 아닌 xf 2 = 1 − ⁠1/a⁠로 수렴하게 된다. 상세하게 말하면, 매개변수가 1 < a ≤ 2라면 0과 1을 제외한 열린구간 (0, 1) 위의 값에서 출발하는 궤도는 단조 증가 혹은 단조 감소하면서 xf 2으로 수렴한다. 수렴의 방법의 차이는 초기 조건이 어느 범위에 있는가에 따른다. 0 < x0 < 1 − ⁠1/a⁠에서는 단조 증가로 수렴하고, 1 − ⁠1/a⁠ < x0 < ⁠1/a⁠에서는 단조 감소로 수렴하며, ⁠1/a⁠ < x0 < 1에서는 처음 한 단계를 제외하고 단조 증가로 수렴한다.
또, 분기에 따라 고정점 xf 1 = 0은 불안정화하지만, a > 1 이후도 고정점으로 계속 존재한다. 이 불안정 고정점 xf 1에 이르는 초기 조건이 xf 1 자신 이외에 존재하지 않는 것은 아니다. 그것이 x0 = 1로, a의 값에 관계 없이 로지스틱 사상은 f (1) = 0을 만족하므로 x0 = 1에서 사상을 1회 적용하면 xf 1 = 0으로 된다. 이 x = 1과 같이 유한 번의 사상의 반복으로 고정점에 직접 다다르는 점은 최종적 고정점 등으로 불린다.

### 2 <a< 3의 경우
매개변수가 2 < a < 3의 경우는 초기 조건 0과 1을 제외하고, 1 < a ≤ 2의 경우와 같이 고정점 xf 2 = 1 − ⁠1/a⁠로 수렴한다. 단, 이 경우는 단조로 수렴하는 것은 아니다. 변수가 xf 2으로 어느 정도 가까워지면 변수는 xf 2보다 커지고 작아지고를 반복하고, xf 2의 주변에서 진동하면서 수렴해가는 궤도를 보인다.
궤도의 고정점 주변에서의 진동은 다음과 같은 범위를 왔다갔다 한다. 이 매개변수 범위에서는 xf 2는 열린구간 (⁠1/2⁠, 1) 안에 존재한다. 사상을 한 번 적용하면 xf 2로 되는 값을 f 2로 표기한다. 즉, f (f 2) = xf 2
라는 관계이다. 변수가 열린구간 (f 2, xf 2)에 들어갔을 때, 궤도의 고정점 주변에서의 진동이 일어난다. 열린구간 (f 2, xf 2)는 반열린구간 (xf 2, ⁠a/4⁠]로 되고, 반열린구간 (xf 2, ⁠a/4⁠]는 반열린구간 [⁠1/2⁠, xf 2)의 안으로 대응되고…라는 식으로 진동한다.
일반적으로 분기의 모습을 이해하기에는 분기 다이어그램이 도움이 된다. 이 그림은 고정점(또는 후술할 주기점(Periodic point)) x를 매개변수 a의 함수로 나타낸 그래프로, 가로축으로 a의 값을 취하고, 세로축으로 x의 값을 취해 나타낸다. 안정적인 고정점과 불안정한 고정점을 구별하기 위해 전자의 곡선은 실선으로 나타내고, 후자의 곡선은 점선으로 나타내거나 한다. 로지스틱 사상의 분기 다이어그램을 그리면 고정점 xf 1 = 0를 나타내는 직선과 고정점 xf 2 = 1 − ⁠1/a⁠를 나타내는 곡선이 a = 1과 접하면서 안정성이 교체되는 모습을 볼 수 있다.

### 3 ≤a< 3.44949…의 경우
매개변수가 a = 3의 경우도 궤도는 고정점 xf 2 = 1 − ⁠1/a⁠로 수렴한다. 그러나, 2 < a < 3의 경우보다도 변수가 수렴하는 속도는 느리다. a = 3에서는 미분계수 f ′(xf 2)는 −1에 이르고, 식 (3-1)을 만족하지 않게 된다. a가 3을 넘으면 f ′(xf 2) < −1로 되고, xf 2는 불안정한 고정점으로 된다. 즉, a = 3으로 다시 분기가 일어난다.
a = 3에서는 주기배가 분기라고 불리는 종류의 분기가 일어난다. a > 3부터는 궤도는 한 점으로 수렴하지 않게 되고, 충분한 시간 n이 진행한 뒤에도 큰 값과 작은 값을 번갈아 계속 취하게 되는 움직임으로 변한다. 예를 들면 a = 3.3라면, 변수는 0.4794…과 0.8236…이라는 두 개의 값을 번갈아 계속해서 취한다.

이와 같이 같은 값을 주기적으로 계속 도는 궤도를 주기 궤도라고 부른다. 이 경우, n → ∞의 변수의 최종적인 움직임은 두 주기의 주기 궤도이다. 주기 궤도를 구성하는 하나하나의 값(점)을 주기점(Periodic point)이라고 부른다. a = 3.3의 예로 말하면 0.4794…와 0.8236…이 각각 주기점이다. 어느 x가 주기점이라고 하면, 두 주기점의 경우는 x에 사상을 2회 적용하면 본래로 돌아오므로

| {\displaystyle f^{2}(x)=x} | \| \| \| \| \| \| \| \| | (3-4) |
|                            |                         |       |
|                            |                         |       |
라는 관계가 성립한다. 이 식에 로지스틱 사상의 식 (1-4)을 적용하면

| {\displaystyle a^{2}x(1-x)(1-ax(1-x))=x} | \| \| \| \| \| \| \| \| | (3-5) |
|                                          |                         |       |
|                                          |                         |       |
라는 4차 방정식을 얻을 수 있다. 이 방정식의 해가 주기점이다. 실은 고정점 xf 1 = 0과 고정점 xf 2 = 1 − ⁠1/a⁠ 또한 식 (3-4)를 만족한다. 따라서, 식 (3-5)의 해 중 두 개의 해는 xf 1과 xf 2에 상당하고, 남은 두 개의 해가 두 주기점이다. 두 주기점을 각각 x(2)f 1, x(2)f 2로 나타낸다고 한다. 식 (3-5)을 푸는 것으로 x(2)f 1, x(2)f 2를 다음과 같이 얻을 수 있다.

| {\displaystyle x_{f1}^{(2)},\ x_{f2}^{(2)}={\frac {a+1\pm {\sqrt {(a+1)(a-3)}}}{2a}}} | \| \| \| \| \| \| \| \| | (3-6) |
|                                                                                       |                         |       |
|                                                                                       |                         |       |
고정점의 안정성과 같은 것을 주기점에 대해서도 말할 수 있다. 즉, 주위의 궤도를 끌어당기는 주기점은 점근적 안정적인 주기점으로 불리고, 주위의 궤도가 멀어지는 주기점은 불안정한 주기점이라고 불린다. 주기점의 안정성 판별도 고정점과 같이 가능하다. 일반적인 경우를 상정해 사상을 k회 반복시킨 f k(x)에 대해 생각한다. 이 미분 ⁠df k(x)/dx⁠를 (f k)′(x)라고 나타낸다고 한다. 어느 k-주기점 x(k)f가

| {\displaystyle \left\|(f^{k})'(x_{f}^{(k)})\right\|<1} | \| \| \| \| \| \| \| \| | (3-7) |
|                                                        |                         |       |
|                                                        |                         |       |
을 만족시키면 x(k)f는 점근적 안정이다. 불안정에 대해서도 고정점과 같이

| {\displaystyle \left\|(f^{k})'(x_{f}^{(k)})\right\|>1} | \| \| \| \| \| \| \| \| | (3-8) |
|                                                        |                         |       |
|                                                        |                         |       |
을 만족시키면 x(k)f는 불안정하다.
이상의 주기점의 안정성의 논의도 고정점과 같이 그래프 묘사에 따라 이해하기 쉽게 된다. 이 그림에서는 가로축 xn에 대해 세로축을 xn+2로 하고, xn+2와 xn의 관계를 나타내는 곡선을 그린다. 이 곡선과 45° 직선의 교점은 식 (3-4)를 만족시키는 점이므로 교점은 고정점과 두 주기점을 나타내고 있다. 로지스틱 사상의 f 2(x)의 그래프를 그리면 고정점 xf 2에서의 접선의 기울기는 a = 3을 경계로 1을 넘어 불안정화하는 것이 관찰 가능하다. 동시에 새로운 두 개의 교점이 나타나고, 이들이 주기점 x(2)f 1과 x(2)f 2이다.

두 주기점의 미분계수를 로지스틱 사상에 대해 실제로 계산하면

| {\displaystyle (f^{2})'(x_{f}^{(2)})=4+2a-a^{2}} | \| \| \| \| \| \| \| \| | (3-9) |
|                                                  |                         |       |
|                                                  |                         |       |
로 된다. 이를 식 (3-7)에 대입하면 매개변수 a가

| {\displaystyle \left\|4+2a-a^{2}\right\|<1} | \| \| \| \| \| \| \| \| | (3-10) |
|                                             |                         |        |
|                                             |                         |        |
을 만족했을 때에 두 주기점이 점근적 안정이라는 것을 알 수 있다. 이 범위는 3 < a < 1 + √6으로 되고, 즉 a가 1 + √6 = 3.44949…를 넘으면 두 주기점은 점근적 안정이 아니게 되며, 다시 움직임이 바뀐다.
닫힌구간 [0, 1] 안의 거의 전체의 초기 조건이 두 주기점에 끌어당겨지나, xf 1 = 0과 xf 2 = 1 − ⁠1/a⁠도 닫힌구간 [0, 1] 안으로 불안정한 고정점으로 계속 남아있는다. 이들 불안정 고정점은 이후 a를 계속 증가시켜도 닫힌구간 [0, 1] 안에 계속 남아있는다. 이로 인해 초기 조건이 xf 1 또는 xf 2일 때는, 궤도가 두 주기점으로는 끌어당겨지지 않는다. 더욱이 초기 조건이 xf 1에 대한 최종적 고정점인 경우와 xf 2에 대한 최종적 고정점일 경우도 궤도는 두 주기점으로는 끌어당겨지지 않는다. 이러한 최종적 고정점인 점은 닫힌구간 [0, 1]의 안에 무한히 존재한다. 그러나, 이러한 점의 수는 닫힌구간 [0, 1]이라는 실수의 집합과 비교하면 매우 작다.

### 3.44949…≤a≤ 3.56994…의 경우
매개변수 a가 1 + √6 = 3.44949…를 넘으면 여태까지 안정적이었던 두 주기점이 불안정하게 되고, 안정적인 네 주기점이 새로 생겨나 궤도는 네 주기의 진동으로 끌어당겨지게 된다. 즉, a = 3.44949…에서 다시 주기배가 분기가 일어난다. 네 주기점의 x의 값도

| {\displaystyle f^{4}(x)=x} | \| \| \| \| \| \| \| \| | (3-11) |
|                            |                         |        |
|                            |                         |        |
을 만족하므로 이 식을 풀면 네 주기점의 x의 값을 구하는 것이 가능하다. 단, 식 (3-11)은 16차 방정식이고, 고정점과 두 주기점의 네 개의 해를 묶어낸다고 해도 12차 방정식이다. 이로 인해, 이를 풀고 두 주기점과 같이 네 주기점의 값을 나타내는 a의 양함수를 얻는 것은 불가능하다.
| k번째의 분기 | 주기 2k | 분기점 ak |
| 1            | 2       | 3.0000000 |
| 2            | 4       | 3.4494896 |
| 3            | 8       | 3.5440903 |
| 4            | 16      | 3.5644073 |
| 5            | 32      | 3.5687594 |
| 6            | 64      | 3.5696916 |
| 7            | 128     | 3.5698913 |
| 8            | 256     | 3.5699340 |

더욱이 a가 커지면 안정적인 네 주기점은 다시 주기배가 분기를 일으키고, 안정적인 여덟 주기점이 생긴다. 이후, a가 증가함에 따라 16주기, 32주기, 64주기…로 주기배가 분기가 무한하게 계속 일어나며, 최종적으로는 무한 주기 즉 영원히 전의 값으로 돌아갈 수 없는 궤도로 된다. 이 주기배가 분기의 무한의 계열은 캐스케이드(cascade)라고 불린다. 이 주기배가 분기는 무한하게 일어나지만 한편, 주기배가 분기가 발생하는 a의 간격은 등비수열적으로 감소한다. 이로 인해 매개변수 a가 어느 유한한 값에 이를 때까지 주기배가 분기의 무한 번의 발생이 일어난다. a = 3에서 일어난 1주기부터 2주기로의 분기를 첫 번째 주기배가 분기로 센다고 한다. 그러면 이 주기배가 분기의 캐스케이드 안에서는 k번째의 분기점에서 안정적인 2k주기점이 발생한다. k번째의 분기점 a를 ak로 나타낸다고 한다. 이때, k → ∞에서 ak는 다음과 같은 값으로 수렴하는 것으로 알려져 있다.

| {\displaystyle a_{\infty }=\lim _{k\rightarrow \infty }a_{k}=3.56994\cdots } | \| \| \| \| \| \| \| \| | (3-12) |
|                                                                              |                         |        |
|                                                                              |                         |        |
더욱이 ak의 감소의 비율의 극한은 다음 식에서 보이는 상수 값으로 되는 것이 알려져 있다.

| {\displaystyle \delta =\lim _{k\to \infty }{\frac {a_{k}-a_{k-1}}{a_{k+1}-a_{k}}}=4.66920\cdots } | \| \| \| \| \| \| \| \| | (3-13) |
|                                                                                                   |                         |        |
|                                                                                                   |                         |        |
이 δ의 값은 수리물리학자인 미첼 파이겐바움에 의해 발견된 것으로 파이겐바움 상수라고 불린다. a∞는 파이겐바움점이라고 불린다. 주기배가 캐스케이드의 과정에서는 f m과 f 2m은 적당한 크기 변환에 의해 국소적으로 완전히 일치하는 성질을 가진다. 이 자기유사성을 이용한 재규격화라고 불리는 수법에 의해 파이겐바움 상수는 구할 수 있다. 이상과 같은 로지스틱 사상이 주기배가 캐스케이드의 과정에서 보이는 성질은 후술과 같이 더욱 넓은 모임 (집합론)의 사상에서도 보편적으로 나타난다.
어느 매개변수에 대해 궤도가 안정되는 최종적인 움직임을 한눈에 보기 위해서는 근사적인 분기 다이어그램인 궤도 다이어그램이 유용하다. 이 다이어그램에서는 분기 다이어그램과 같이 가로축으로 매개변수 a를 취하고, 세로축으로 변수 x를 취한다. 컴퓨터 등을 사용하고, 매개변수를 정하며, 예를 들면 500회 반복 계산을 행한다. 그리고 계산 결과의 처음 100회를 무시하고 남은 400회의 결과만을 다이어그램에 표시한다. 이에 따라 초기의 과도한 움직임은 무시 가능하고, 궤도의 점근적인 거동이 남는다. 예를 들면 어느 a에 대해 한 점이 표시됐을 때 이는 고정점이고, 어느 a에 대해 m점이 표시됐을 때 이는 m주기 궤도에 상당한다. 로지스틱 사상에 대해 궤도 다이어그램을 그리면 안정적인 주기 궤도를 나타내는 가지가 분열해가는 모습을 볼 수 있고, 이것이 주기배가 분기의 캐스케이드를 나타낸다.
매개변수가 주기배가 캐스케이드의 집적점 a = a∞일 때, 변수 xn은 영원히 닫히지 않는 비주기 궤도로 끌어당겨진다. 바꿔 말하면 a∞에서는 무한 주기의 주기점이 존재한다. 이 비주기 궤도는 파이겐바움 끌개(Feigenbaum attractor)나 임계 2∞ 끌개(Critical 2∞ attractor)라고 불린다. 끌개란 주위의 궤도를 끌어당기는 성질을 가진 영역을 가리키는 용어로, 끌어들여져 최종적으로 계속되는 궤도를 말한다. 여태까지 서술해 온 흡인적인 고정점이나 주기점도 끌개와 비슷하다.
파이겐바움 끌개의 구조는 칸토어 집합이라는 프랙탈 도형과 같은 구조로 되어있다. 파이겐바움 끌개를 구성하는 점은 무한 개이며 게다가 그 농도는 실수와 동일하다. 한편, 구성하는 점의 어느 두 점을 골라도 그 사이에 불안정한 주기점이 반드시 존재하고, 점의 분포는 연속적이지는 않다. 또, 파이겐바움 끌개의 프랙탈 차원은 하우스도르프 차원 혹은 용량 차원으로 대강 0.54임이 알려져 있다.

### 3.56994…<a< 4의 경우

#### 혼돈의 출현
매개변수 a가 a∞ = 3.56994…를 넘으면 로지스틱 사상은 혼돈이라고 불리는 움직임을 보인다. 혼돈이란 대략적으로 말하면, 로지스틱 사상을 나타내는 차분 방정식처럼 확률적인 모호함이 없고 다음의 상태가 완전히 유일하게 결정됨에도 불구하고 발생하는 복잡하고 불규칙한 움직임을 말한다. 로지스틱 사상의 a > a∞의 범위는 혼돈 영역(Chaotic region)이라고 불린다.
혼돈이 가지는 본질의 한 가지가 나비 효과라는 말로 상징되는 예측 불가능성이다. 이는 혼돈에 의해 초기의 상태의 미세한 차이가 뒤의 상태에 거대한 차이를 가져오는 성질에 기인한다. 이산 역학계에서 말하면 2개의 초기 조건 x0과 0이 아무리 가까운 값이라 해도 시간 n이 어느 정도 진행되면, 각각의 목적지 xn와 n은 현저히 떨어져버린다. 예를 들면 a = 3.95를 사용하고, x0 = 0.1과 0 = 0.1000000001이라는 극히 가까운 2개의 초기 조건으로 각각의 궤도를 계산하면, 그 차는 반복 29회를 넘었을 때부터 그림에서는 확실히 알 정도로 거시적인 차이로 성장한다.
이상과 같은 초기 조건의 민감성(initial condition sensitivity)라 불리는 혼돈의 성질은 랴푸노프 지수(Lyapunov exponent)에 의해 정량적으로 나타난다. 1차원 사상의 경우, 랴푸노프 지수 λ는 다음과 같이 계산 가능하다.

| {\displaystyle \lambda =\lim _{N\to \infty }{\frac {1}{N}}\sum _{i=0}^{N-1}\log \left\|f^{\prime }(x_{i})\right\vert } | \| \| \| \| \| \| \| \| | (3-14) |
| |                         |        |
| |                         |        |
여기서 log는 자연로그를 의미한다. 이 λ는 2개의 궤도의 거리（xn과 n의 거리)가 지수 함수적으로 어느 정도의 속도로 멀어지는가를 의미하는 지표로, λ의 값이 양수라면 초기 조건 민감성을 가진 계임을 의미하고, 0 또는 음수라면 초기 조건 민감성이 없는 것임을 의미한다. 실제로 로지스틱 사상의 λ를 수치적으로 계산하면 a < a∞의 범위에서는 λ는 0 또는 음의 범위로 머물며, a > a∞의 범위에서 λ가 양수를 취하게 되는 것을 확인할 수 있다.

#### 창, 간헐성
매개변수가 a∞을 넘어서도 움직임의 매개변수 a 로의 의존의 방법은 단순하지 않다. a > a∞ 의 혼돈 영역에서는 많은 정교한 수학적 구조가 숨어 있다. 이 영역에서는 계속 혼돈이 이어지는 것은 아니고, 안정적인 주기 궤도도 다시 나타난다. a∞ < a ≤ 4에서의 움직임은 크게 나누면 이하의 두 종류로 나눠진다.
- 안정적인 주기점. 이 경우, 랴푸노프 지수는 음수를 보인다.
- 비주기적 궤도. 이 경우, 랴푸노프 지수는 정수를 보인다.

a∞ < a ≤ 4의 안에 존재하는 안정적인 주기점의 영역은 주기창(periodic window) 혹은 단순히 창(window)이라고 불린다. 혼돈 영역을 궤도 다이어그램으로 보면 비주기적 궤도의 영역은 무수히 많은 점으로 이루어져있고, 이에 둘러싸여 흩어져있는 공백 부분이 창이다.
각 창에서는 a∞ = 3.56994…보다 앞에서 일어난 주기배가 분기의 캐스케이드가 다시 일어난다. 단, 이들의 주기는 전과 같은 2k의 안정적인 주기 궤도가 아닌, 3×2k나 5×2k와 같은 새로운 안정적인 주기 궤도가 생성된다. 처음은 p주기에서 주기배가 캐스케이드가 일어나는 창은 주기 p의 창 등으로 불린다. 예를 들면 주기 3의 창은 3.8284 < a < 3.8415 부근의 영역에 존재하고 있고, 이 영역 안에서는 3, 6, 12, 24, …, 3×2k, …라는 식으로 주기가 배가해간다.
창의 영역에서는 혼돈은 사라져 존재하지 않고, 배후에 존재한다. 그러나 이 혼돈은 불안정하기에 안정적인 주기 궤도만이 관측된다. 창의 영역에서는 궤도가 초기 조건에서 안정적인 주기 궤도로 흡인되기까지 이 잠재적인 혼돈이 나타난다. 이와 같은 혼돈을 과도적 혼돈(Transient chaos)이라고 부른다. 이와 같이 혼돈이 잠재적으로 존재하고 있는 점에 있어서 창은 a∞보다 전에 나타난 주기 궤도와는 다르다.
창의 수는 a∞ < a < 4의 범위에 무한 개 있다. 각각의 창의 주기는 다양하고, 3 이상의 모든 자연수에 대응하는 주기의 창이 존재한다. 그러나 각 주기의 창이 각각 1회씩 발생하는 것은 아니다. p의 값이 클수록 그 주기의 창은 많이 반복해서 발생한다. 주기 3의 창은 1회분으로, 예를 들면 주기 13의 창은 315회 발생한다. 그 주기 3의 창에서 3주기 궤도가 생기면 샤르코우스키 순서가 완성되고, 모든 주기의 궤도가 출현한다.
p가 소수일 경우로 한정하면 주기 p의 창의 개수는

| {\displaystyle N_{p}={\frac {2^{p-1}-1}{p}}} | \| \| \| \| \| \| \| \| | (3-15) |
|                                              |                         |        |
|                                              |                         |        |
라는 식으로 계산할 수 있다. 이 식은 p를 소수로 한정해 도출되는 것이나, 실제로 소수가 아닌 p의 안정적인 p주기점의 수에 대해서도 좋은 정밀도로 계산할 수 있다.
창의 폭(창이 시작되는 a와 창이 끝나는 a의 차)는 주기 3의 창이 가장 넓고, 주기가 클수록 폭은 좁아진다. 예를 들면 주기 13의 창의 폭은 3.13 × 10−6 정도이다. 어림에 따르면 닫힌구간 [a∞, 4]의 안의 대강 10%가 창의 영역으로, 남은 것이 혼돈 궤도가 지배하는 영역으로 되어있다.
a를 늘려갈 때에 일어나는 혼돈에서 창으로의 변화는 접선의 분기라고 불리는 분기에 의해 일어난다. 이는 사상의 곡선이 y = x의 대각선에 분기의 순간에 접하고, 더욱이 매개변수를 변화시키면 곡선과 직선이 접해 두 개의 고정점을 가지게 되는 분기이다. 주기 p의 창이면 반복 사상 f p(x)가 접선의 분기를 일으키는 것에 의해 안정적인 p주기 궤도가 생겨난다. 주기 3의 창의 접선의 분기에 대해서는 정확한 분기점의 값이 알려져 있고, 이 분기점 a의 값을 a3으로 하면 a3 = 1 + √8 = 3.828427…이다. 이 분기의 개요는 f 3(x)의 그래프(세로축 xn+3·가로축 xn의 그래프)를 고찰하는 것으로 이해할 수 있다.

이 분기점 a3보다 아주 살짝 작은 a = 3.8282일 경우의 xn의 움직임을 보면 불규칙 변화에 더해 거의 세 주기로 주기적 변화하는 움직임도 존재하며, 이들이 교대로 발생하는 모양이 확인된다. 이러한 주기적 움직임 부분은 층류(Laminar)라고 불리며, 불규칙적 움직임 부분은 파열(Burst)라고 불린다. 파열과 층류의 시간대의 길이에 규칙성은 없고, 불규칙하게 변화한다. 그러나, 이보다도 a3에 가까운 a = 3.828327이라는 값에서 움직임을 관찰하면 a = 3.8282의 경우보다 층류의 평균적인 시간 길이가 길게 되고, 파열의 평균적인 시간 길이가 짧게 된다. 더욱이 a를 크게 하면 층류의 길이가 점점 커지고, a3에 이르렀을 때에 완전한 3주기로 바뀐다.

이와 같이 층류라는 질서적인 운동과 파열이라는 혼란스러운 운동이 간헐적으로 반복해 일어나는 현상은 간헐성(intermittency)이나 간헐적 혼돈(intermittent chaos)이라고 불린다. 매개변수 a를 반대로 a3에서 작게 하는 방향으로 생각해보면, 이는 혼돈의 발생의 일종으로 된다. 매개변수가 창에서 멀어지는 방향으로 움직일 수록 파열이 지배적으로 되고, 최종적으로는 완전한 혼돈 상태로 된다. 이도 전술한 주기배가 분기와 같이 혼돈에 이르는 일반적인 루트의 하나로, 이러한 접선의 분기에 의한 간헐적 혼돈의 발생을 특징으로 한 루트는 간헐적 루트(intermittency route)라고 불린다.
간헐성의 발생 매커니즘 또한 사상의 그래프에서 이해할 수 있다. a가 a3보다 매우 살짝 작은 경우, f 3(x)의 그래프와 대각선의 사이에서는 매우 작은 간격이 존재한다. 이 간격은 채널 혹은 통로(channel)라고 불리며, 좁은 채널을 궤도가 통과하기 위해 많은 사상의 반복이 일어난다. 이 채널을 통과하는 과정에서는 xn과 xn+3은 매우 가까운 값으로 되고, 실질적으로 거의 3주기 궤도와 같이 변수가 변화한다. 이것이 층계에 상당한다. 궤도는 이윽고 이 좁은 채널을 빠져나오지만, 사상의 광역적인 구조의 결과, 다시 채널로 돌아온다. 채널과 멀어지는 사이는 혼돈적인 흐트러진 움직임을 한다. 이것이 파열에 상당한다.

#### 띠, 창의 끝
혼돈 영역의 전체로 눈을 옮기면, 혼돈이어도 창이어도 궤도 다이어그램의 세로축의 최댓값과 최솟값(끌개의 상한치와 하한치)은 어느 범위 내로 한정돼있다. 식 (2-1)이 보이듯 로지스틱 사상의 최댓값은 a/4로 주어지고, 이것이 끌개의 상한치로 된다. 끌개의 하한치는 a/4의 점 f (a/4)로 주어진다. 결국, 궤도 다이어그램에서 xn가 움직이는 최댓값과 최솟값은 매개변수 a에 의존해

| {\displaystyle {\frac {a^{2}(4-a)}{16}}\leq x_{n}\leq {\frac {a}{4}}} | \| \| \| \| \| \| \| \| | (3-16) |
|                                                                       |                         |        |
|                                                                       |                         |        |
으로 주어진다. 최종적으로는 a = 4로 궤도는 닫힌구간 [0, 1] 전체에 미친다.
궤도 다이어그램을 관찰하면 점의 분포에 특징적인 밀도가 보인다. 점이 짙은 부분은 변수가 그 주변의 값을 취하는 빈도가 크다는 것을 의미하고, 점이 옅은 부분은 변수가 그 주변의 값을 취하는 빈도가 작다는 것을 의미한다. 이러한 점의 빈도의 차이는 로지스틱 사상의 그래프의 형태에 기인해 생겨난다. 그래프의 맨 꼭대기 a/4 부근이 높은 빈도로 궤도를 끌어들이고, 그곳에서 대응된 곳인 f (a/4) 부근도 높은 빈도로 되며, 그곳에서 대응된 곳인 f 2(a/4) 부근도 높은 빈도로 되고… 라는 식으로 빈도의 분포가 생겨난다. 사상에 의해 생겨난 점의 밀도 분포는 불변 측도(invariant measure)나 분포 함수라고 불리는 양으로 특징지어지며, 끌개의 불변 측도는 초기 조건에 관계 없이 재현성이 있다.
궤도 다이어그램 혼돈 영역의 초기 부근, a가 처음 2주기배가 캐스케이드의 집적점 a∞ = 3.56994…를 조금 넘은 부근을 보면 궤도가 몇 개의 구간으로 나뉘어져 있는 것이 관찰된다. 이와 같이 나뉘어진 작은 영역은 띠(band)라고 불린다. 띠가 복수인 경우, 궤도는 규칙적으로 순번으로 각 띠를 돌며, 게다가 각 띠 내에서 취하는 값은 불규칙적으로 되는 움직임을 보인다. 이러한 혼돈 궤도는 띠 혼돈(band chaos)나 주기적 혼돈(periodic chaos)라고 불리며, k개의 띠에서 생기는 혼돈은 k띠 혼돈 등으로 불린다. 2띠 혼돈이면, 대강 3.590 < a < 3.675의 범위 내에 존재하고 있다.
2띠 혼돈의 좌단 a = 3.590에서 더욱이 값을 작게 하면, 주기배가 분기의 경우와 같이 띠의 수가 2배씩 증가한다. p−1띠 혼돈이 분열해 p띠 혼돈으로 되는 분기점 혹은 p띠 혼돈이 융합해 p−1띠 혼돈으로 되는 분기점을 ep(단 p = 1, 2, 4, …, 2k, …)로 나타낸다고 한다. 그러면 주기배가 분기와 같이 p → ∞에서 ep는 어느 값에 집적한다. 이 집적점 e∞에서 띠의 수는 무한으로 되고, e∞의 값은 a∞의 값과 일치한다.
a∞보다 전에 나타난 주기배가 캐스케이드의 분기점에 대해서도 비슷하게 p안정 주기 궤도가 분기해 p+1안정 주기 궤도로 되는 분기점을 ap(단 p = 1, 2, 4, …, 2k, …)로 나타낸다고 한다. 이때, a2부터 e2까지의 궤도 다이어그램에 주목하면 a1부터 e1까지의 전체 궤도 다이어그램의 축소판이 a2부터 e2까지의 궤도 다이어그램의 안에 두 개 존재한다. 비슷하게 a4부터 e4까지의 궤도 ㅏ이어그램에 주목하면 a1부터 e1까지의 전체 궤도 다이어그램의 축소판이 a4부터 e4까지의 궤도 다이어그램의 안에 네 개 존재한다. 이하도 같게 ap부터 ep까지의 궤도 다이어그램에는 전체 궤도 다이어그램의 축소판이 p개 존재하며, 로지스틱 사상의 분기 구조는 무한한 자기유사 층계를 갖추고 있다.
분기 구조의 자기유사 층계는 창의 안에서도 존재한다. 창의 안의 주기배가 캐스케이드는 2k주기 분기의 캐스케이드와 같은 루트를 탄다. 결국, 창의 안에서 무한 번의 주기배가 분기가 일어나고, 이를 통과하면 움직임은 다시 혼돈으로 된다. 예를 들면 주기 3의 창에서는 a3∞ ≈ 3.8495에서 안정적인 주기 궤도의 캐스케이드가 끝난다. a3∞ ≈ 3.8495를 통과하면 움직임은 3의 배수의 띠 혼돈으로 된다. a가 a3∞에서 증가함에 따라 이 띠 혼돈도 2개씩 융합하고, 창이 끝나는 마지막에는 띠의 수는 세 개로 된다. 이러한 창의 안에 있는 띠의 안에서도 무수히 많은 창이 또 더욱이 존재한다. 결국, 창의 안에서는  1 ≤ a ≤ 4의 궤도 다이어그램 전체의 축소판이 포함돼있는 형태로 되고, 창의 안에서도 분기의 자기유사 층계 구조가 존재한다.
창이 끝나면 광범위의 혼돈으로 돌아온다. 주기 3의 창이면 a ≈ 3.857에서 마지막 3띠 혼돈이 큰 범위의 1띠 혼돈으로 변해 창이 끝난다. 그러나 이 변화는 비연속적으로, 3띠의 혼돈 끌개는 돌연 크기를 변화시키고, 1띠로 변한다. 이와 같이 끌개의 크기가 비연속적으로 변하는 현상은 고비현상(crisis)라고 불린다. 창이 끝나 일어나는 종류의 고비현상은 특히 내부고비현상(interior crisis)라고도 불린다. 창이 끝나 고비현상이 일어날 때, 안정적인 주기 궤도가 궤도 다이어그램에서는 보이지 않는 불안정 주기점과 접촉한다. 이에 따라 주기 궤도가 빠져나올 수 있는 출구가 생기고, 내부고비현상이 발생한다. 내부고비현상 직후에는 어느 시간대에서는 광역 혼돈으로 움직이나, 또 어느 시간대에서는 본래의 띠 혼돈적 움직임도 일으키고, 창의 시작과 같은 일종의 간헐성이 나타난다.

### a= 4의 경우
매개변수가 a = 4에 이르면 움직임은 닫힌구간 [0, 1] 전역을 돌아다니는 혼돈으로 된다. 이때, 랴푸노프 지수 λ는 최대로 되고, 가장 혼돈이 강한 상태라고 할 수 있다. a = 4의 로지스틱 사상의 λ는 정확한 값을 구할 수 있고, 그 값은 λ = log 2다. 혼돈의 엄밀한 수학적 정의는 아직 통일돼있지 않으나, 잘 알려져 있는 혼돈의 정의의 하나에 대해 a = 4의 로지스틱 사상은 닫힌구간 [0, 1] 위에서 혼돈적임이 증명 가능하다.
점의 밀도는 불변 측도 ρ (x)도 a = 4의 경우는 다음과 같은 정확한 함수로 얻을 수 있다.

| {\displaystyle \rho (x)={\frac {1}{\pi {\sqrt {x(1-x)}}}}} | \| \| \| \| \| \| \| \| | (3-17) |
|                                                            |                         |        |
|                                                            |                         |        |
여기서 ρ (x)는 사상을 반복했을 때의 점 xn의 모든 점 수에 대해 점 xn이 미소 구간 [x, x+dx]에 들어가는 점의 수의 비율이 ρ (x)dx로 주어진다는 의미를 가진다. a = 4의 로지스틱 사상의 빈도 분포는 닫힌구간 [0, 1]의 양쪽 사이드 부근에서 밀도가 높고, x = 0.5에서 가장 밀도가 낮은 형태를 하고 있다.
a = 4의 경우, 혼돈 궤도와는 달리 모든 주기의 주기 궤도도 존재한다. 자연수 n에 대해 fa=4n(x)의 그래프는 2n−1개의 극대와 2n−1 − 1개의 극소가 존재하는 곡선으로 되고, 게다가 이 모든 극대와 극소는 0과 1에 접하는 상태로 된다. 따라서 대각선과 그래프의 교점의 수는 2n개 있고, f n(x)의 고정점은 2n개 존재한다. 이 2n개의 고정점에는 n주기점도 반드시 포함되므로 fa=4 n(x)에서는 임의의 n주기 궤도가 존재한다. 이와 같이 a = 4의 경우 닫힌구간 [0, 1] 위에서는 주기점이 무한히 존재하나, 이들 주기점은 모두 불안정하다. 또, 닫힌구간 [0, 1]이라는 비가산 무한의 집합에 대해 이들 주기점의 수는 가산 무한이고, 거의 모든 초기 조건에서 시작되는 궤도는 주기 궤도로는 되지 않고 비주기 궤도로 된다.
혼돈의 중요성의 하나로 결정론적 성질과 확률론적 성질의 이중성이 있다. 역학계는 결정론적인 과정이지만, 변수가 취하는 범위를 적당히 조망화(coarse graining)하면 확률적인 과정과 구별이 가능하게 된다. a = 4의 로지스틱 사상의 경우면 모든 동전 던지기의 결과를 로지스틱 사상의 궤도로 기술 가능하다. 이를 상술하면 다음과 같다.
⁠1/2⁠의 확률로 앞뒤가 나오는 동전 던지기를 가정하고, 몇 번이고 동전 던지기를 계속한다. 앞면이 나올 때를 0, 뒷면이 나올 때를 1이라 하면 앞, 뒤, 앞, 앞, 뒤hellip;라는 결과는 01001…과 같이 기호열로 된다. 한편, 로지스틱 사상의 궤도 x0, x1, x2,…에 대해서 x = 0.5 이하의 것은 0으로, x = 0.5을 넘는 것은 1로 변환해 궤도를 0과 1에서 생기는 기호열로 치환한다. 예를 들어 초기 조건 x0 = 0.2으로 하면 x1 = 0.64, x2 = 0.9216, x3 = 0.28901, …로 되므로 궤도는 0110…이라는 기호열로 된다. 전자의 동전 던지기에 의한 기호열을 SC라 하고, 후자의 로지스틱 사상에 의한 기호열을 SL로 한다. 기호열 SC에서는 랜덤한 동전 던지기에서 기호를 정한 것으로 모든 패턴의 수열이 생겨날 수 있다. 따라서 로지스틱 사상에 의한 기호열 SL이 어떤 것이라 해도 SC의 안에 동일한 것이 존재한다. 그리고 이 역이 성립한다. 즉, 어떠한 SC의 기호열이어도, 초기 조건을 적절히 고르기만 하면 로지스틱 사상의 궤도 SL에 의해 실현 가능하다. 즉, 임의의 SC에 대해 SC = SL로 되는 x0이 닫힌구간 [0, 1] 안에 그저 한 점 존재한다.

### a> 4의 경우
매개변수 a가 4를 넘으면 로지스틱 사상의 그래프의 꼭짓점 a/4는 1을 넘는다. 그래프가 1을 돌파한 범위에서 궤도는 닫힌구간 [0, 1]을 바져나오게 된다. 그 결과, 닫힌구간 [0, 1]의 거의 모든 점에서 출발하는 궤도는 어느 시점에서 닫힌구간 [0, 1]을 빠져나오고, 최종적으로 마이너스 무한대로 발산한다.
이 a = 4에서 일어나는 분기도 고비현상의 일종으로, 특히 경계 고비현상 혹은 경계 분기점(boundary crisis)이라고 불린다. 이 경우의 경계 고비현상에서는 닫힌구간 [0, 1]에 있던 끌개가 불안정화·붕괴하고, 게다가 바깥쪽에 끌개도 존재하지 않기에 궤도가 무한히 멀리 발산한다.
한편, a > 4의 조건 하에서도 닫힌구간 [0, 1]의 안에 계속 머무르는 궤도가 있다. 알기 쉬운 예시는 닫힌구간 [0, 1] 안의 고정점이나 주기점으로, 이들은 닫힌구간 [0, 1]의 안에서 계속 머무른다. 그러나 닫힌구간 [0, 1]의 안에서 계속 머무르는 궤도에는 고정점이나 주기점 이외의 궤도도 존재한다.
f (x) > 1을 만족하는 x의 구간을 A0으로 한다. 위와 같이 변수 xn이 A0으로 일단 들어가면 마이너스 무한대로 발산한다. 사상을 1회 적용하면 A0으로 대응하는 x도 닫힌구간 [0, 1]의 안에 존재한다. 이 x의 구간은 두 개로 나뉘고 이들을 묶어서 A1로 한다. 비슷하게 사상을 1회 적용하면 A1으로 대응하는 구간도 네 개 존재하고, 이들을 A2로 한다. 이하도 같게 n회 반복으로 A0에 이르는 구간 An이 2n개 존재한다. 따라서 다음과 같이 닫힌구간 [0, 1]에서 An을 무한 번 제거한 구간 Λ가 I의 안에 계속 머무르는 궤도의 모임이다.

| {\displaystyle \Lambda =\left[0,\ 1\right]-\bigcup _{n=0}^{\infty }A_{n}} | \| \| \| \| \| \| \| \| | (3-18) |
|                                                                           |                         |        |
|                                                                           |                         |        |
닫힌구간 [0, 1]에서 An을 제거하는 작업은 상술한 칸토어 집합의 구성 과정과 비슷하고, 실제로 Λ는 칸토어 집합(닫힌 완전 분리로 닫힌구간 [0, 1]의 완전 부분집합)의 형태로 닫힌구간 [0, 1]의 안에 존재한다. 그리고 더욱이 Λ 위에 로지스틱 사상 fa>4는 혼돈적이다.

### a< 0의 경우
로지스틱 사상은 생태학 상의 모델로 연구된 경위도 있고, 매개변수 a가 음수일 경우에 대해 논의된 수는 적다. a를 0부터 감소시키면 −1 < a < 0에서는 xf = 0의 안정적인 고정점에 점근하지만, a = −1을 넘은 때부터 2주기점으로 분기하고, 양수일 때와 같이 주기배가 분기를 거쳐 혼돈에 이른다. 최종적으로는 a = −2를 밑돌고 플러스 무한대로 발산하게 된다.

### 특별한 경우의 엄밀해
매개변수 a가 특정 로지스틱 사상에 대해서는 시각 n과 초기 조건 x0을 양으로 포함하는 엄밀해가 이하와 같이 얻을 수 있다.
a = 4의 경우

| {\displaystyle x_{n}={\frac {1-\cos \left[2^{n}\arccos(1-2x_{0})\right]}{2}}} | \| \| \| \| \| \| \| \| | (3-19) |
|                                                                               |                         |        |
|                                                                               |                         |        |
a = 2의 경우

| {\displaystyle x_{n}={\frac {1-\exp \left[2^{n}\log(1-2x_{0})\right]}{2}}} | \| \| \| \| \| \| \| \| | (3-20) |
|                                                                            |                         |        |
|                                                                            |                         |        |
a = −2의 경우

| {\displaystyle x_{n}={\frac {1}{2}}-\cos \left\{{\frac {1}{3}}\left[\pi -(-2)^{n}\left(\pi -3\arccos({\frac {1}{2}}-x_{0})\right)\right]\right\}} | \| \| \| \| \| \| \| \| | (3-21) |
| |                         |        |
| |                         |        |
이상 세 개의 엄밀해를 고찰하면 어느 해도

| {\displaystyle x_{n}={\frac {1}{2}}\left\{1-f\left[a^{n}f^{-1}(1-2x_{0})\right]\right\}} | \| \| \| \| \| \| \| \| | (3-22) |
|                                                                                          |                         |        |
|                                                                                          |                         |        |
라는 형태로 된다. 여기서 f는 어떤 적절한 함수, f −1은 그 역함수를 의미한다. a = 4에서는 f (x) = cos x, a = 2에서는 f (x) = e x, a = −2에서는 f (x) = 2 cos (⁠1/3⁠(π − √3 x))이다. 단, 임의의 a에 대해서 일반적으로 로지스틱 사상의 엄밀해를 나타내는 것이 가능한 수학적으로 표준적인 함수의 f는 존재하지 않는다.

## 보편성

### 같은 종류의 움직임을 보이는 사상의 모임
로지스틱 사상에서 나타난 위와 같은 분기의 패턴은 로지스틱 사상에 한정되지 않는다. 어느 조건을 만족한 사상에서 이 분기 패턴이 공통해서 나타난다. 다음의 사인 함수를 사용한 역학계는 그 일례이다.

| {\displaystyle x_{n+1}=b\sin \pi x_{n}} | \| \| \| \| \| \| \| \| | (4-1) |
|                                         |                         |       |
|                                         |                         |       |
여기서 정의역은 0 ≤ b ≤ 1 동시에 0 ≤ x ≤ 1으로 한다. 이 사인 함수 (4-1)은 로지스틱 사상 (1-2)와 정성적으로 동일한 움직임을 일으킨다. 즉, 이 사상에서도 로지스틱 사상과 같이 매개변수 b의 증가와 함께 주기배가 루트를 거쳐 혼돈으로 되고, 더욱이 혼돈 영역에서는 창이 비슷하게 존재한다.
로지스틱 사상도 사인 함수도 닫힌구간 [0, 1]을 닫힌구간 [0, 1]에 대응하는 1차원 사상으로, 단봉(unimodal)이라고 불리는 다음의 성질을 만족한다.
1. f (0) = f (1) = 0을 만족한다.
2. 사상은 미분가능하고, 닫힌구간 [0, 1] 안에 f ′(c) = 0을 만족하는 임계점 c가 하나 존재한다.

일반적으로 한 매개변수·한 변수가 있는 1차원 사상이 단봉으로 꼭짓점 부근을 2차의 다항식으로 근사한 곡선이면, 구체적인 사상의 형태에 의존하지 않고, 매개변수 범위 3 ≤ a ≤ 3.56994…에서 본 무한의 주기배가 캐스케이드의 분기가 일어나고, 더욱이 식 (3-13)에서 정의된 비율 δ는 파이겐바움 상수 4.669…에 일치한다.
또, 로지스틱 사상에서 나타난 안정 주기 궤도의 출현 패턴에도 보편성이 있다. 매개변수를 c로 하고, xn+1 = cf(xn)에서 나타나는 단봉형 사상에서는 2개의 고정점과 불안정한 어느 매개변수 구간에서 다양한 주기의 안정 주기 궤도가 계속 출현하고, 그 출현 패턴(어느 주기의 안정 주기 궤도의 출현 횟수와 출현 순서)는 공통임이 알려져 있다. 즉, 이 종류의 사상이면 사상의 구체적인 형태에 따르지 않고 안정 주기 궤도의 계열은 같게 된다. 로지스틱 사상의 경우는 3 < a < 4가 그 매개변수 구간이었으나, 사인 함수 (4-1)에서는 0.71… < b < 1이 공통하는 안정 주기 궤도의 계열이 일어나는 매개수 구간이다. 이 보편성이 있는 안정 주기 궤도의 계열은 U계열(U sequence)이라고 불린다.
게다가 로지스틱 사상은 닫힌구간 [0, 1] 위에서 슈바르치안이 항상 음수라는 성질을 가진다. 어느 （C 3급의） 사상 f의 슈바르치안은

| {\displaystyle Sf(x)={\frac {f'''(x)}{f'(x)}}-{\frac {3}{2}}\left({\frac {f''(x)}{f'(x)}}\right)^{2}} | \| \| \| \| \| \| \| \| | (4-2) |
| |                         |       |
| |                         |       |
로 정의되는 함수이다. 실제로 로지스틱 사상의 슈바르치안을 계산하면

| {\displaystyle S(ax(1-x))={\frac {-6}{(1-2x)^{2}}}<0} | \| \| \| \| \| \| \| \| | (4-3) |
|                                                       |                         |       |
|                                                       |                         |       |
으로 되고, a 및 x의 값에 따르지 않고 슈바르치안은 음수로 된다. 닫힌구간 [0, 1]을 닫힌구간 [0, 1]로 대응하는 1차원 사상이 단봉으로 음의 슈바르치안을 가지면 존재하는 안정 주기 궤도는 많아도 1개라는 성질이 알려져 있다.

### 위상 공액인 사상
기호 ∘으로 사상의 합성을 나타낸다고 한다. 일반적으로 위상 공간 X, Y에 대해 두 개의 사상 f : X → X와 g : Y → Y가 위상동형사상 h : X → Y에 의해

| {\displaystyle h\circ f=g\circ h} | \| \| \| \| \| \| \| \| | (4-4) |
|                                   |                         |       |
|                                   |                         |       |
라는 관계를 가질 때, f와 g는 위상 공액(phase conjugation)라고 한다. 위상 공액인 f와 g는 본질적으로 동일한 움직임을 보이고, f의 움직임이 주기적이면 g도 주기적이며, f의 움직임이 혼돈적이면 g도 혼돈적이다.
특히 위상동형사상 h가 선형이면 f와 g는 선형 공액(linearly conjugation)이라고 한다. 모든 이차 함수는 다른 모든 이차 함수와 선형 공액이다. 따라서

| {\displaystyle x_{n+1}=x_{n}^{2}+b} | \| \| \| \| \| \| \| \| | (4-5) |
|                                     |                         |       |
|                                     |                         |       |

| {\displaystyle x_{n+1}=1-cx_{n}^{2}} | \| \| \| \| \| \| \| \| | (4-6) |
|                                      |                         |       |
|                                      |                         |       |

| {\displaystyle x_{n+1}=d-x_{n}^{2}} | \| \| \| \| \| \| \| \| | (4-7) |
|                                     |                         |       |
|                                     |                         |       |
등은 임의의 매개변수 a의 로지스틱 사상과 선형 공액이다. 식 (4-6)이나 식 (4-7)의 형태도 로지스틱 사상이라고 불리기도 한다. 특히 식 (4-7)의 형태라면 계산량이 줄기에 장시간을 필요로 하는 수치 계산에 편리하다.
또 a = 4의 로지스틱 사상 fa=4는 다음의 텐트 사상(tent map) T (x)나 베르누이 시프트 사상(Bernoulli shift map) B (x)과 위상 공액인 관계이다.

| {\displaystyle T(x_{n})={\begin{cases}2x_{n}&\left(0\leq x_{n}\leq {\frac {1}{2}}\right)\\2(1-x_{n})&\left({\frac {1}{2}}\leq x_{n}\leq 1\right)\end{cases}}} | \| \| \| \| \| \| \| \| | (4-8) |
| |                         |       |
| |                         |       |

| {\displaystyle B(x_{n})={\begin{cases}2x_{n}&\left(0\leq x_{n}<{\frac {1}{2}}\right)\\2x_{n}-1&\left({\frac {1}{2}}\leq x_{n}\leq 1\right)\end{cases}}} | \| \| \| \| \| \| \| \| | (4-9) |
| |                         |       |
| |                         |       |
로지스틱 사상 fa=4가 엄밀히 혼돈적임의 증명이나, fa=4의 엄밀해 (3-19)의 도출에 이들의 위상 공액의 관계를 이용할 수 있다.
혹은 기호역학계(symbolic dynamical systems)의 사고방식을 도입해 위에서 도입했듯 0과 1의 열에서 생기는 기호열 공간 상에서 정의되는 다음과 같은 시프트 사상 σ를 생각한다고 한다.

| {\displaystyle \sigma (s_{0}s_{1}s_{2}\cdots )=(s_{1}s_{2}\cdots )} | \| \| \| \| \| \| \| \| | (4-10) |
|                                                                     |                         |        |
|                                                                     |                         |        |
여기서 si는 0 또는 1이다. 식 (3-18)에서 도입한 집합 Λ 위에서 로지스틱 사상 fa>4는 시프트 사상과 위상 공액이므로 이를 이용해 Λ 위의 fa>4가 혼돈적임을 이끌어낼 수 있다.

## 생물 개체수 모델로의 로지스틱 사상

### 이산형 개체군 모델
로지스틱 사상은 영국의 수리생물학자 로버트 메이(Robert McCredie May)의 연구를 발단으로 생물의 개체수의 변화를 생각하는 식으로 세상에 널리 알려졌다. 이러한 생물 개체수로의 로지스틱 사상에서는 변수 xn은 어느 환경 안에서 서식하는 생물의 개체수(보다 전문적으로는 개체군 사이즈)를 의미한다. 더욱이 개체가 그 환경에서 나오거나 외부의 개체가 환경으로 들어오거나 하지 않는 경우(혹은 이출입이 있어도 실질적인 영향이 없는 경우)를 가정하고, 이러한 상황에서의 개체수의 증감을 생각하는 수리 모델이 수리생물학 상의 로지스티컬 사상이다.
생물의 개체수의 증식을 생각하는 수리 모델에는 차분 방정식을 사용한 이산적인 시간의 모델과 미분방정식을 사용한 연속적인 시간의 모델의 두 종류가 있다. 예를 들면 알을 낳으면 바로 죽는 종류의 곤충으로는 그 곤충의 개체수는 1세대째의 개체수, 2세대째의 개체수…라는 식으로 각 세대마다로 셀 수 있다. 이와 같은 예시는 전자의 이산 시간 모델로 적합하다. 한편, 각 세대가 연속적으로 서로 겹치는 경우는 연속 시간 모델과 친화성이 있다. 로지스틱 사상은 이러한 이산형 혹은 세대 분산형의 개체군 모델에 상당한다.
어느 환경 안의 단일종 생물의 개체수를 N으로 나타낸다고 한다. 가장 단순한 개체수의 증식의 방법으로 개체수에 대해 항상 일정한 비율로 계속 증가하는 모델을 생각할 수 있다. 그러한 개체수 증가 모델은 맬서스 성장 모델이라고 불리며, 다음과 같은 형태로 나타난다.

| {\displaystyle N_{n+1}=\alpha N_{n}} | \| \| \| \| \| \| \| \| | (5-1) |
|                                      |                         |       |
|                                      |                         |       |
여기서 Nn은 n세대째의 개체수를 의미하고, α는 개체수의 증식률로 양의 정수이다. 그러나 모델 (5-1)에서는 개체수가 무진장으로 계속 늘어나며 대부분의 실현상에 대해 비현실적인 모델이라 할 수 있다. 어느 환경이 길러낼 수 있는 개체수에는 한도가 있으므로 개체수 Nn이 증가하면 증식률 α는 저하하는 것이 자연스럽다고 여겨진다. 이와 같이 개체수 밀도의 변화에 따라 증식률이 변화하는 것을 밀도의존성이라고 부른다. 밀도의존성을 모델 (5-1)에 반영한 개량 모델로 가장 단순한 것으로 해 다음과 같은 차분 방정식이 생각된다.

| {\displaystyle N_{n+1}=(a-bN_{n})N_{n}} | \| \| \| \| \| \| \| \| | (5-2) |
|                                         |                         |       |
|                                         |                         |       |
여기서 a는 그 환경 안에서 가능한 최대증식률을 의미하고, b는 밀도의존성의 영향의 강도를 의미한다. 모델 (5-2)는 증식률이 개체수에 단순히 비례해 낮아지는 것으로 가정한다. 식 (5-2)의 Nn을

| {\displaystyle x_{n}={\frac {b}{a}}N_{n}} | \| \| \| \| \| \| \| \| | (5-3) |
|                                           |                         |       |
|                                           |                         |       |
으로 변수 변환하면 이하의 로지스틱 사상이 도출된다.

| {\displaystyle x_{n+1}=a(1-x_{n})x_{n}} | \| \| \| \| \| \| \| \| | (5-4) |
|                                         |                         |       |
|                                         |                         |       |
생물의 개체수로 식 (5-2) 혹은 식 (5-4)를 다룰 때에는 Nn 혹은 xn이 음수로 되면 개체수로의 의미를 하지 않게 된다. 그렇게 되지 않기 위해 초기 조건 x0에 대해 0 ≤ x0 ≤ 1이라는 조건이 매개변수 a에 대해 0 ≤ a ≤ 4라는 조건이 요구된다.
외에는 가정하고 있는 환경이 길러낼 수 있는 최대 개체수 K를 가정하고, 이를 사용해

| {\displaystyle N_{n+1}=a\left(1-{\frac {N_{n}}{K}}\right)N_{n}} | \| \| \| \| \| \| \| \| | (5-5) |
|                                                                 |                         |       |
|                                                                 |                         |       |
라는 형태로 밀도의존성을 이용한 차분 방정식을 생각하고, xn = Nn/K로 변수 변환해 로지스틱 사상을 이끌어내는 것도 있다. 이 경우, 변수 xn은 최대 개체수 K에 대한 개체수 Nn의 비율을 의미한다.

### 로지스틱 방정식의 이산화
로지스틱 사상은 연속 시간형의 개체군 모델인 로지스틱 방정식의 이산화로부터도 도출 가능하다. 로지스틱 사상의 이름도 로버트 메이가 로지스틱 방정식의 이산화에서 로지스틱 사상을 도입한 것에서 유래한다. 로지스틱 방정식이란 다음과 같은 생물 개체수의 시간 변화를 나타내는 상미분 방정식이다.

| {\displaystyle {\frac {dN}{dt}}\ =rN\left(1-{\frac {N}{K}}\right)} | \| \| \| \| \| \| \| \| | (5-6) |
|                                                                    |                         |       |
|                                                                    |                         |       |
여기서 N은 생물 개체수나 개체수 밀도, t는 연속적인 시간, K와 r가 매개변수이다. K는 환경용량, r는 생물 번식 능력이라고도 불리고, 보통은 양수를 취한다. 이 식의 좌변 ⁠dN/dt⁠은 시각 t의 개체군 사이즈의 변화 속도를 의미한다.
로지스틱 방정식 (5-6)은 로지스틱 사상 (5-4)와 비슷해보이나, 해의 움직임은 로지스틱 사상과는 크게 다르다. 초기 조건 N0이 양수인 한, 로지스틱 방정식의 개체수 N은 항상 단조롭게 K로 수렴할 뿐이다.
이 로지스틱 방정식에 1계 상미분 방정식의 수치 해석적 방법의 하나인 오일러 방법에 의한 차분화 근사를 실행하는 것에 따라 로지스틱 사상을 도출 가능하다. 오일러 방법의 차분화 근사란 적당한 시간 간격 Δt를 도입하고, 증식률 ⁠dN/dt⁠을 이하와 같이 근사하는 것이다.

| {\displaystyle {\frac {dN}{dt}}\approx {\frac {N(t+\Delta t)-N(t)}{\Delta t}}} | \| \| \| \| \| \| \| \| | (5-7) |
|                                                                                |                         |       |
|                                                                                |                         |       |
이 근사의 결과, 다음의 로지스틱 사상을 이끌어낼 수 있다.

| {\displaystyle x_{n+1}=ax_{n}(1-x_{n})} | \| \| \| \| \| \| \| \| | (5-8) |
|                                         |                         |       |
|                                         |                         |       |
단, 이 식의 xn과 a는 전의 매개변수, 변수, 시간 간격으로 다음과 같은 관계를 가진다.

| {\displaystyle x_{n}={\frac {r\Delta t}{K(1+r\Delta t)}}N(n\Delta t)} | \| \| \| \| \| \| \| \| | (5-9) |
|                                                                       |                         |       |
|                                                                       |                         |       |

| {\displaystyle a=1+r\Delta t} | \| \| \| \| \| \| \| \| | (5-10) |
|                               |                         |        |
|                               |                         |        |
Δt가 충분히 작다면 식 (5-8)은 전의 식 (5-6)의 유효한 근사로 작동하고, Δt → 0에서는 전의 식의 해와 일치한다. 한편, Δt가 크면 전의 식의 해에서 벗어난다. 또, 식 (5-10)의 관계에서 Δt를 크게 하는 것은 매개변수 a를 크게 하는 것에 상당한다. 따라서, Δt를 크게 할 수록, 전의 방정식과의 오차를 단순히 크게하는 것 뿐만 아니라 해에 혼돈적 움직임을 만들어내는 것으로 된다.

### 자리매김
위와 같이, 생물의 개체군 동태론 상에서는 로지스틱 사상은 이산형 증식 과정의 모델의 하나이다. 단, 생물의 개체수의 모델로의 로지스틱 사상은 물리학의 법칙 등과는 달리, 직접적인 실험 결과나 보편적으로 성립하는 원리에서 이끌어내진 것은 아니다. 도출 과정의 사고방식에 어느 정도의 합리성은 있으나, 기본적으로는 머릿속에서 생각된 '모델'에 그친다. 로지스틱 사상을 저명하게 한 메이 또한, 논하고 있는 모델이 개체수의 증감을 정확히 표현하고 있다고 주장하고 있는 것은 아니다. 생물 개체군 역학계의 연구 상에서도 역사적으로 다용돼온 것은 미분 방정식에 의한 연속 시간 모델이고, 이들 연속 시간 모델의 적용에 따라 생물 개체군 역학계의 이해를 깊이 해왔다. 밀도의존성을 고려한 이산 시간 개체군 모델로도 개체수가 음수로 되지 않는 리커 모델(Ricker model) 쪽이 더욱 현실적이라 할 수 있다.
일반적으로 말할 수 있는 것으로, 수리 모델은 개체군 역학계에 관한 중요한 정성적 정보를 제공해주는 것도 있지만, 실험적인 뒷받침이 없다면 수리 모델에서 나오는 결과를 너무 진지하게 받아들이면 안 된다. 수리 모델의 결론이 생물학적 연구 결과로부터 벗어나는 경우가 있어도, 더욱이 수리 모델에 의한 연구가 의미가 있는 것은 유용한 대조로 될 수 있기 때문이다. 모델의 구성 과정이나 설정 혹은 모델이 전제로 한 생물학적 식견이나 가설을 재점검하는 것에 따라 생물학적 논점을 제시할 수 있는 가능성이 있다. 생물 개체수 모델로의 로지스틱 사상은 너무 단순해 현실적이지는 않으나, 로지스틱 사상이 보이는 결과는 환경으로부터의 불규칙적인 영향 등에 무관계하게 개체군 그 자체에 내재하는 역학계에 의해 개체수의 다양한 변동이 일어날 수 있는 가능성을 암시한다.

## 응용

### 결합 사상계
1 변수의 로지스틱 사상은 계로의 자유도 혹은 차원은 1이다. 한편 실제 자연계에서는 시간적으로 흐트러질 뿐만 아니라 다수의 공간 자유도를 가지고 공간적으로도 흐트러지는 다자유도의 혼돈이 많다고 추정된다. 혹은 혼돈적 운동을 행하는 진동자의 동기화 현상도 연구 대상이다. 이러한 것을 조사하기 위해 차분 방정식(사상)을 여러 번 결합시킨 결합 사상(coupled map)의 수법이 있다. 결합 사상 모델 연구의 제재로 로지스틱 사상이 종종 채용된다. 그 이유로는 로지스틱 사상 자체는 이미 혼돈의 전형적 모델로 잘 알려져 있고, 그 조사의 축적이 있음을 들 수 있다.
결함 사상 모델에서의 구체적인 결합의 방법으로는 다양한 수법이 존재한다. 전부 N개의 사상이 결합하고, 틀:수학 사상번째의 사상의 시각 n의 상태가 xn(i)로 나타낸다고 한다. 대국적 결합 사상(globally coupled map)이라고 불리는 수법에서는 xn+1(i)를 다음과 같이 정식화한다.

| {\displaystyle x_{n+1}(i)=(1-\epsilon )f(x_{n}(i))+{\frac {\epsilon }{N}}\sum _{j=1}^{N}f(x_{n}(j))} | \| \| \| \| \| \| \| \| | (6-1) |
| |                         |       |
| |                         |       |
결합 진동자의 연구의 흐름에서는 다음과 같이 변수의 차분에서 진동자 두 개 x와 y를 결합시킨 가장 간단한 다음의 모델 등을 들 수 있다.

| {\displaystyle {\begin{cases}x_{n+1}=f(x_{n})+D(f(y_{n})-f(x_{n}))\\y_{n+1}=f(y_{n})+D(f(x_{n})-f(y_{n}))\end{cases}}} | \| \| \| \| \| \| \| \| | (6-2) |
| |                         |       |
| |                         |       |
이들의 식 안의 f (x)가 결합 사상 모델에 집어넣는 구체적인 사상이고, 로지스틱 사상이 사용되는 경우는 여기에서 적용된다.
식 (6-1) 및 (6-2) 안의 ε이나 D는 결합 계수(coupling coefficient) 등으로 불리는 사상끼리의 결합의 세기를 의미하는 매개변수이다. 한편, 로지스틱 사상을 결합 사상 모델에 집어넣는 경우, 로지스틱 사상의 매개변수 a는 모델의 비선형성의 세기를 의미한다. a의 값과 ε 또는 D의 값을 변화시키는 것으로 로지스틱 사상의 결합 사상계에서는 다양한 현상이 나타난다. 예를 들면 모델 (6-2)에서는 D를 어떤 값 Dc 이상으로 크게 하면 x와 y는 동기화하면서 혼돈 진동을 일으킨다. Dc 미만에서도 항상 제각기 다른 혼돈 진동이 일어날 뿐만이 아니다. D가 있는 범위일 때는 a = 4임에도 불구하고 x와 y는 2주기 진동을 일으킨다. a = 3.8에서는 동기화 상태와 비동기화 상태가 교대로 계속 일어나는 움직임도 보인다.
대자유도의 대국적 결합 사상 (6-1)에 로지스틱 사상을 적용한 연구에서는 혼돈적 순회 혹은 혼돈적 편력(chaotic itinerancy)이라고 불리는 현상도 발견됐다. 이는 몇 개의 군집(cluster)으로 모여 진동하는 질서적인 상태에서 흐트러진 상태로 되고, 다시 다른 군집 상태로 되고, 또다시 흐트러진 상태로 되고…라는 움직임을 반복하는 현상으로, 위상 공간 상에서 끌개의 잔해(the remains of an attractor)라고 불리는 영역을 궤도가 돌아다니는 것에서 일어난다고 추정된다.

### 유사난수 생성기
컴퓨터 시뮬레이션이나 정보 보안 분야에서는 계산기로 유사난수를 작성하는 것이 중요한 기술의 하나로, 유사난수를 만드는 수법의 하나로 혼돈의 활용이 생각된다. 혼돈으로부터의 유사난수 생성기로 충분한 성질을 가진 것은 아직 실현되지 않았으나, 여태 몇 가지의 수법이 제안돼왔다. 로지스틱 사상에 대해서도 여태 혼돈에 기반한 유사난수 생성기의 가능성이 여러 연구자들에 의해 연구돼왔다.
로지스틱 사상의 유사난수 생성에는 매개변수 a = 4가 잘 이용되고 있다. 역사적으로도 후술과 같이 전자 계산기의 탄생으로부터 곧 1947년에 스타니스와프 울람과 존 폰 노이만도 a = 4의 로지스틱 사상을 사용한 유사난수 생성기의 가능성을 지적했다. 그러나 로지스틱 사상 fa=4의 점의 분포는 식 (3-17)에서 나타나는 분포로 돼있고, 나오는 수치가 0과 1 가까이로 치우친다. 이로 인해 치우치지 않는 균일난수를 얻기 위해서는 어떠한 처리를 필요로 한다. 그 방법으로는
1. 얻은 수치를 텐트 사상 (4-8)과의 관계를 이용해 균일분포로 변환하는 방법[325]
2. 얻은 수치를 상술한 동전 던지기의 비유와 같이 역치(threshold)를 사용해 0이나 1로 변환하고, 이를 반복해서 균일난수의 비트열을 얻는 방법[327]

등이 있다. 또, 로지스틱 사상에서 얻은 수열의 xn과 xn+1은 강한 상관 관계를 지니고 있고, 유사난수의 수열로는 문제가 있다. 이를 해소하는 방법 중 하나는 사상 1회 적용마다의 수열 x0, x1, x2, …를 만드는 것이 아닌 적당한 τ > 1회 반복마다 수열 x0, xτ, x2τ, …를 만들 필요가 있다. 예를 들면 가장 좋은 방법에 대해서는 τ > 10 또는 τ > 13이고, 두 번째로 좋은 방법은 τ > 16으로 양호한 유사난수를 얻을 수 있다고 여겨진다.
컴퓨터를 사용해 디지털로 혼돈을 계산하는 일반적 문제로 컴퓨터에서는 유한 계산 정밀도로 계산하기 때문에 혼돈 본래의 진정으로 비주기적인 수열을 원리적으로 얻을 수 없고, 대신 유한 주기열이 출력된다는 문제점이 있다. 원리적으로 비주기열을 얻을 수 없는 경우여도 유사난수 생성을 위해서는 가능한 한 긴 주기의 수열이 바람직하다. 그러나 단정밀도 부동소수점 수(single-precision floating-point) 계산에서 로지스틱 사상 fa=4가 실제로 출력하는 수열의 주기성을 조사한 결과에 따르면 할당된 비트수에서 가능한 최대 주기에 비해 실제로 출력되는 수열의 주기는 매우 작게 되는 것이 보고됐고, 이 관점에서 메르센 트위스터와 같은 기존의 유사난수 생성기에 비해 로지스틱 사상에 의한 유사난수 생성은 뒤떨어진다고 지적됐다. 또, 로지스틱 사상 fa=4에서는 계산 도중에 수치가 고정점 0으로 떨어지고, 그대로 일정하게 유지될 위험도 있다. 한편, 로지스틱 사상에서는 열린구간 (0, 1)의 안에서 항상 값을 취하므로 부동소수점 뿐만 아니라 고정소수점에서도 문제 없이 계산 가능하고, 고정소수점 계산의 이점을 누릴 수 있다. 고정소수점이면 같은 비트수로 비교해 부동소수점보다 긴 주기의 수열로 되는 것이나 의도하지 않은 0으로의 수렴이 없어진다는 것이 지적되고 있다.

### 복소수로의 확장
이는 복소 해석함수로 정의된 역학계도 흥미를 가질 수 있는 대상으로, 그 예시가 다음의 이차 함수에서 정의되는 역학계이다.

| {\displaystyle z_{n+1}=z_{n}^{2}+c} | \| \| \| \| \| \| \| \| | (6-3) |
|                                     |                         |       |
|                                     |                         |       |
단, 여기서의 매개변수 c와 변수 z는 복소수이다. 이 사상은 로지스틱 사상 (1-2)와 기본적으로는 같은 것이라 할 수 있다. 위에서도 서술했듯, 사상 (6-3)은 선형 함수에 의해 로지스틱 사상 (1-2)와 위상 공액인 관계이다.
매개변수 c를 고정하고, 초기 조건 z0을 바꾸면서 사상 (6-3)의 반복의 이후를 계산할 때, n → ∞에서도 zn이 무한대로 발산하지 않는 z0의 집합을 충만한 쥘리아 집합(filled Julia set)이라고 한다. 더욱이 충만한 쥘리아 집합의 경계를 쥘리아 집합이라고 한다. 또, 초기 조건을 z0 = 0으로 고정하고, 매개변수 c를 바꾸면서 사상 (6-3)의 반복을 계산했을 때, z가 무한대로 발산하지 않는 c의 집합을 망델브로 집합이라고 한다. 사상 (6-3)의 쥘리아 집합이나 망델브로 집합으로부터 프랙탈 도형이 생성된다.
특히 망델브로 집합에서는 도형의 각 원반은 어떠한 주기의 점근적 안정인 주기 궤도의 영역에 상당한다. 로지스틱 사상의 궤도 다이어그램과 망델브로 집합의 도형을 나란히 하면 로지스틱 사상 궤도 다이어그램의 점근적 안정인 고정점, 주기배가 분기, 주기 3의 창 등이 망델브로 집합 도형과 실수축 위에서 대응하고 있음을 알 수 있다.

### 시간 지연을 가진 경우
로지스틱 사상을 생물의 각 세대의 개체수를 나타내는 모델로 해석하면 다음 세대의 개체수가 현재 세대의 개체수 뿐만 아니라 그 하나 이전 세대의 개체수도 현재 세대에 영향을 주는 경우도 생각된다. 그러한 예시가

| {\displaystyle x_{n+1}=ax_{n}(1-x_{n-1})} | \| \| \| \| \| \| \| \| | (6-4) |
|                                           |                         |       |
|                                           |                         |       |
라는 차분 방정식으로, 하나 이전 세대의 개체수 xn−1이 마이너스의 밀도의존성으로 식에 들어가있다. xn+1 = yn으로 두면 식 (6-4)는 다음과 같은 2 변수 차분 방정식으로 치환할 수 있다.

| {\displaystyle {\begin{cases}x_{n+1}=y_{n}\\y_{n+1}=ay_{n}(1-x_{n})\end{cases}}} | \| \| \| \| \| \| \| \| | (6-5) |
|                                                                                  |                         |       |
|                                                                                  |                         |       |
이 역학계는 준주기 끌개(quasi-periodic attractor)의 분기의 연구 등에서 이용되고, 지연 로지스틱 사상(delayed logistic map)이라고 불린다. 지연 로지스틱 사상에서는 a = 2에서 네이마르크-색커 분기(Neimark-Sacker bifurcation)(Neimark는 Ju. I. Neimark이고, Sacker는 R. Sacker이다)가 일어나고, 점근적 안정적인 고정점이 불안정하게 되며, 그 불안정한 고정점의 주변에 점근적 안정적인 불변 곡선이 생긴다.

## 연구사

### 혼돈 명명 이전
사상의 반복이 동역학계와 관련한 의미를 가지기 이전의 시대에는 수학자 가스통 쥘리아와 피에르 파투(Pierre Fatou)가 복소함수의 반복에 대해서 연구했다. 쥘리아와 파투의 연구는 해석 함수를 중심으로 한 광범위한 것이었는데 특히 식 (6-3)에서도 보인 이하의 복소 이차 함수의 움직임이 1920년대에 그들에 의해 연구됐다.

| {\displaystyle z_{n+1}=z_{n}^{2}+c} | \| \| \| \| \| \| \| \| | (7-1) |
|                                     |                         |       |
|                                     |                         |       |
쥘리아와 파투도 쥘리아 집합의 안에 혼돈적 움직임을 이해하고 있었으나, 당시는 컴퓨터 그래픽 등도 없었기에 그들을 잇는 인물이 나타나지 않고, 연구는 그치게 되었다. 이후 1970년대 후반까지 복소 역학계(complex dynamics) 연구는 계속해서 시들했고, 복소평면 위의 사상의 역학계적 움직임이 주목되는 것은 브누아 망델브로 등의 등장을 기다리게 된다.
1947년, 수학자 스타니스와프 울람과 존 폰 노이만은 “On combination of stochastic and deterministic processes”（확률론적 과정과 결정론적 과정의 결합에 관해）라는 짧은 보고서에서

| {\displaystyle f(x)=4x(1-x)} | \| \| \| \| \| \| \| \| | (7-2) |
|                              |                         |       |
|                              |                         |       |
라는 이차 함수의 반복 합성으로 유사난수를 생성할 수 있다는 것을 지적했다. 이 식은 현재의 시점으로는 a = 4의 로지스틱 사상에 상당한다. 당시 '혼돈'이라는 말도 아직 사용돼지 않았으나, 울람과 폰 노이만은 비선형 함수에 의한 복잡한 수열의 생성에 이미 주목했던 것이라고 할 수 있다. 또, 울람과 폰 노이만의 보고서에서는 사상 (7-2)와 텐트 사상이 위상 공액의 관계에 있는 것이나, 이 사상의 수열의 불변 측도가 식 (3-17) 에서 주어지는 것도 밝혔다.
이후 임의의 매개변수 a를 갖춘 형식의 이차 사상에 대해서도 상세한 조사가 몇 가지 있었다. 1958년부터 1963년에 걸쳐 핀란드의 수학자 페카 뮈르버그(Pekka Myrberg)는 λ를 매개변수로 하는

| {\displaystyle f(x)=x^{2}-\lambda } | \| \| \| \| \| \| \| \| | (7-3) |
|                                     |                         |       |
|                                     |                         |       |
라는 형식의 이차 사상의 분기 현상을 조사했다. 이 일련의 연구는 역학계로서 본질적인 것으로, 뮈르버그는 이 사상의 주기배가 분기 캐스케이드를 조사해 집적점 λ = 1.401155189…의 존재도 보였다. 외에는 1964년 소련의 올렉산드르 샤르코우스키(Oleksandr Mykolayovych Sharkovsky), 1969년 프랑스의 이고르 구모브스키(Igor Gumowski)와 크리스찬 미라(Christian Mira), 1973년의 니콜라스 메트로폴리스(Nicholas Constantine Metropolis) 등의 작업이 로지스틱 사상과 같은 단순한 1 변수 차분 방정식의 이상한 움직임을 밝혀냈다.

### 로버트 메이의 연구
이후 1970년 초반에 수리생물학자 로버트 메이(Robert McCredie May)가 생태학의 문제에 몰두하는 과정에서 식 (1-2)의 모델을 알게 된다. 메이는 로지스틱 방정식의 이산 시간화부터 식 (1-2) 즉 로지스틱 사상을 도입했다. 로지스틱 사상의 움직임을 수리적으로 해석했고, 메이는 1973년과 1974년에 그 성과를 발표했다. 로지스틱 사상의 수치 실험이 행해졌고, 매개변수 a에 의한 움직임의 변화가 조사됐다. 1976년에는 ”Simple mathematical models with very complicated dynamics”(극히 복잡한 움직임을 지니는 단순한 수리 모델)이라는 논문을 네이처에서 발표했다.
1976년의 논문은 고찰 논문으로, 로지스틱 사상을 제재로 하면서 단순한 비선형 함수에서도 주기배가 분기 캐스케이드나 혼돈과 같은 복잡한 움직임이 일어나는 것에 대해 강조했고, 주의를 재촉하는 내용이었다. 특히 이 논문은 메이의 수리생물학자로의 지위, 연구 결과의 명쾌함, 그리고 무엇보다 단순한 포물선의 식이 복잡한 움직임을 만들어낸다는 충격적인 내용으로 큰 반향을 일으켜 과학계에 받아들여졌다. 이러한 메이의 연구를 거쳐 로지스틱 사상은 많은 연구자를 혼돈 연구로 이끌었고, 혼돈 연구의 흐름을 새로이 재시작시켰다고 평가될 정도로 저명한 수리 모델로 되었다.

### 메이의 연구 이후
메이는 리톈옌(Tien-Yien Li)과 J. A. 요크(J. A. Yorke)가 논문 ”Period three implies chaos”(3주기는 혼돈을 의미한다)에서 사용한 '혼돈'이라는 표현을 적극적으로 사용했고, 이 논문도 주목됐다. 이론도 있으나, 이 리와 요크의 논문은 '혼돈'이라는 말을 수학 용어로 처음 사용했다고 추정되며, 해당 논문에 의해 결정론적인 무질서적 움직임을 가리키는 용어 '혼돈'이 생겨났다고 여겨진다. 리와 요크는 1973년에 해당 논문을 일단 완성시켰으나, 더 아메리칸 매스매티컬 먼슬리(The American Mathematical Monthly)에 투고한 결과 연구 색이 너무 강하므로 알기 쉽게 대폭 다시 쓰라는 통보를 받고 게재가 기각됐다. 이후 논문은 수정되지 않고 내버려져 있었다. 그러나 이듬해 1974년에 리와 요크가 있던 메릴랜드 대학교에 메이가 특별 초대 강의로 찾아와 로지스틱 사상의 이야기를 했다. 당시 메이는 로지스틱 사상의 혼돈 영역에서 무엇이 일어나는지 아직 이해를 하지 못했으나, 리와 요크 또한 로지스틱 사상의 주기배가 캐스케이드에 대해서 알지 못했다. 메이의 이야기에 흥분한 리와 요크는 강의 후 메이를 붙잡아 둘이서 얻어낸 결과의 이야기를 했다. 바로 리와 요크는 기각된 논문을 다시 썼고, 재제출된 논문은 1975년에 출판됐다.
또 1975년 즈음, 수리생물학자 미첼 파이겐바움은 로지스틱 사상의 주기배가 캐스케이드에 주목했고, 분기값이 등비수열적으로 수렴하는 척도 법칙을 알게 됐고, 오늘날 파이겐바움 상수라고 불리는 상수의 존재를 수치 실험에서 발견했다. 메이도 조지 오스터(George Frederick Oster)와 함께 그 척도 법칙을 알게 됐으나, 깊이 들어가지는 못했다. 파이겐바움은 식 (4-1)에서 보인 사인 함수에서도 같은 상수가 나타나는 것을 발견했고, 이 척도 법칙에는 로지스틱 사상만으로 그치지 않는 보편성이 있다는 것을 알게 됐다. 1980년에는 이 결과에 대한 엄밀한 증명이 P. 콜렛(Pierre Collet), J-P. 에크맨(Jean-Pierre Eckmann), 오스카 랜포드(Oscar Lanford) 등에 의해 나오게 됐다. 파이겐바움과 거의 동시기 혹은 그 뒤, 물리학자들에 의해 실제 현상에 같은 주기배가 캐스케이드와 파이겐바움 상수가 발견됐고, 어디까지나 수학적 현상으로 간주됐던 혼돈은 물리학 방면에서도 큰 충격을 주었다.
단 혼돈 유행 이전의 연구 성과가 경시됐고, 그들의 연구 성과의 대부분이 로지스틱 사상 등을 이용한 재발견자의 공적 취급을 받는 풍조에 대한 비판도 있다. 메이 자신도 선행 연구가 있었다는 것을 존중한 뒤 자신의 공적은 '이차 사상의 기괴한 수학적 거동을 독립적으로 최초로 발견'이라고 한 것이 아닌 자신은 '마지막으로 과학의 그 광범위한 의미를 강조한 연구자들' 중 한 명이라고 자리매김했다. 수학자 로버트 L. 드바니(Robert L. Devaney)는 저서에서 로지스틱 사상의 해설에 들어가기 전에 다음과 같이 말했다.
This means that by simply iterating the quadratic function fλ(x) = λx(1 − x)(also known as the logistic map), we can predict the fate of the initial population x0. This sounds simple, but I dare to point out that it was only in the late 1990s, after the efforts of hundreds of mathematicians, that the iteration of this simple quadratic function was fully understood.

이는 단순히 이차 함수 fλ(x) = λx(1 − x)(로지스틱 사상으로도 알려져 있음)를 반복하면 처음 개체수 x0의 운명을 예측할 수 있다는 것을 의미한다. 간단한 이야기로 들리겠지만, 굳이 말해두자면, 이 단순한 이차 함수의 반복을 완전히 이해할 수 있게 된 것은 수백 명의 수학자들의 노력 끝에 1990년대 후반에야 된 것이다.

### 내용주
1. ↑  여기서 말하는 사상이 혼돈적이라는 것은 다음과 같은 드바니의 정의에 따른다.[228] 위상 공간 위의 불변부분집합 Λ를 그 자신에 대응하는 사상 f : Λ → Λ가 이하의 조건을 만족할 때 Λ 위에서 f는 혼돈적이라고 한다.
  - f 는 초기 조건에 민감하게 의존한다. 즉, 어느 δ > 0이 존재하고, 모든 x ∈ Λ와 그 근방 N(x) ⊂ Λ의 전체의 |f k(x) − f k(y)| > δ를 만족하는 y ∈ N과 k > 0이 존재한다.
  - f는 위상적 추이적이다. 즉, 공집합이 아닌 모든 부분열린집합 U, V ⊂ Λ에 대해 f k(U) ∩ V ≠ ∅을 만족하는 k > 0이 존재한다.
  - f의 주기점이 Λ 위에서 조밀로 의존한다. 즉, 주기점의 전체에서 생기는 집합 P의 폐포 P는 P = Λ를 만족한다.
2. ↑  오일러 방법의 차분화 근사에 의한 로지스틱 방정식으로부터 로지스틱 사상의 도출의 상세를 이하와 같이 표시한다.[293] 로지스틱 방정식
{\displaystyle {\frac {dN}{dt}}\ =rN\left(1-{\frac {N}{K}}\right)} ... (A)
의 N은 t의 함수이므로 이를 명시해 N(t)으로 나타낸다고 한다. 적당한 시간 간격 Δt를 도입하고, Δt를 사용해 ⁠dN(t)/dt⁠을 이하와 같이 근사한다.
{\displaystyle {\frac {dN(t)}{dt}}\approx {\frac {N(t+\Delta t)-N(t)}{\Delta t}}} ... (B)
식 (A)에 식 (B)를 대입하면 다음 식이 주어진다.
{\displaystyle {\frac {N(t+\Delta t)-N(t)}{\Delta t}}=rN(t)\left(1-{\frac {N(t)}{K}}\right)} ... (C)
여기서 t를 Δt의 배수로 간주하고, t = nΔt로 치환하면 N(t) = N(nΔt) 및 N(t+Δt) = N(nΔt +Δt)이다. N(nΔt)를 Nn으로 나타내고, N(nΔt +Δt)를 Nn+1으로 나타낸다. 이들을 식 (C)에 반영시켜 정리하면 다음 식이 주어진다.
{\displaystyle N_{n+1}=N_{n}\left[(1+r\Delta t)-{\frac {r\Delta t}{K}}N_{n}\right]} ... (D)
더욱이 다음과 같은 새로운 변수 xn과 새로운 상수 a를 도입한다.
{\displaystyle x_{n}={\frac {r\Delta t}{K(1+r\Delta t)}}N_{n}}
{\displaystyle a=1+r\Delta t}
이들을 식 (D)에 대입하면 이하의 로지스틱 사상의 식이 주어진다.
{\displaystyle x_{n+1}=ax_{n}(1-x_{n})}

### 참조주
1. ↑  David K. Campbell, Gottfried Mayer-Kress (1999). 〈혼돈과 정치학: 비선형 역학의 사회·정치 문제로의 적용(カオスと政治学：非線形力学の社会・政治問題への適用)〉. 《혼돈 임팩트-혼돈은 자연과학과 사회과학에 무엇을 가져왔는가(カオス・インパクト ―カオスは自然科学と社会科学に何をもたらしたか)》. 번역 아사다 도이치로(浅田統一郎) 제1판. 모리키타 출판(森北出版). 60쪽. ISBN 4-627-21321-2.
2. ↑  사이토 도시미치(斉藤利通) (2002). “간소한 1차원 맵에 대해서 (2)-혼돈-(簡素な1次元マップについて(2) －カオス－)”. 《Medical Imaging Technology》 (일본의용화상공학회(日本医用画像工学会)) 20 (6): 705. doi:10.11409/mit.20.703.
3. ↑  고무로 2005, p. 157; 가네코·쓰다 1996, p. 83.
4. ↑  호르스트 R. 티메(Horst R. Thieme) (2006). 《생물 집단의 수학 (상)-인구학·생태학·역학으로의 어프로치(生物集団の数学(上) 　―人口学・生態学・疫学へのアプローチ)》. 번역 사이토 야스히사(齋藤保久) 초판. 니혼효론샤(日本評論社). 106쪽. ISBN 978-4-535-78418-5.
5. 1 2 3  Alan Garfinkel; Jane Shevtsov; Yina Guo (2017). 《Modeling Life: The Mathematics of Biological Systems》 1판. Springer. 227–228쪽. ISBN 978-3-319-59731-7.
6. ↑  세노 2007, 82쪽.
7. ↑  Devaney 2003, 25쪽.
8. ↑  아오키 1996, 9쪽.
9. ↑  C. 로빈슨(Clark Robinson) (2001). 《역학계 상(力学系 上)》. 번역 고쿠부 히로시(國府寛司)·시바야마 겐신(柴山健伸), 오카 히로에(岡宏枝). 슈프링어 페를라그 도쿄(シュプリンガー・フェアラーク東京). 42쪽. ISBN 4-431-70825-1.
10. ↑  굴릭 1995, 24쪽.
11. 1 2  아이하라·구로사키·다카하시 1999, 14쪽.
12. 1 2  드바니 2007, 19쪽.
13. ↑  마쓰바 2011, p. 143; Strogatz 2015, p. 386; Falconer 2006, p. 238.
14. 1 2  알리굿, 사우어, 요크 2012a, 4쪽.
15. 1 2  아이하라·구로사키·다카하시 1999, p. 14; 아이하라 1993, p. 98.
16. ↑  아이하라·구로사키·다카하시 1999, 14, 34쪽.
17. ↑  하야마 2002, p. 4; 고다 1990, p. 2.
18. ↑  하야마 2002, 15–16쪽.
19. ↑  야마구치 1986, 20쪽.
20. ↑  이노우에·하타 1999, 5쪽.
21. ↑  야마구치 1986, 20–21쪽.
22. ↑  마쓰바 2011, pp. 26–27; 비발디 1994, p. 51.
23. ↑  하야마 2002, 15쪽.
24. ↑  아이하라·구로사키·다카하시 1999, 20, 230쪽.
25. ↑  비발디 1994, 51쪽.
26. 1 2  아이하라·구로사키·다카하시 1999, 17쪽.
27. ↑  후나코시 2008, 5쪽.
28. ↑  이바·후쿠하라 1998, 62쪽.
29. ↑  아이하라·구로사키·다카하시 1999, 18쪽.
30. ↑  아이하라·구로사키·다카하시 1999, 19쪽.
31. ↑  알리굿, 사우어, 요크 2012a, 5쪽, 역주.
32. ↑  세야마 시로(瀬山士郎), 편집. (2001). 《납득하는 집합·위상(なっとくする集合・位相)》. 사이언스샤(サイエンス社). 41–42쪽. ISBN 978-4-06-154534-2.
33. ↑  알리굿, 사우어, 요크 2012a, p. 5, 역주; 하야마 2002, p. 16.
34. ↑  야노 겐타로(矢野健太郎), 편집. (2010). 《수학 소사전(数学小辞典)》 제2판. 교리쓰 출판(共立出版). 256쪽. ISBN 978-4-320-01931-7.
35. ↑  고무로 2005, p. 22–23; Strogatz 2015, p. 380; 이노우에·하타 1999, p. 25; 마쓰바 2011, p. 26–27; Jackson 1994, p. 123.
36. ↑  하야마 2002, p. 16; 곤·다케우치 2018, p. 217.
37. ↑  굴릭 1995, p. 24; 마쓰바 2011, pp. 142–143.
38. ↑  마쓰바 2011, 26–27쪽.
39. ↑  아오키 1996, p. 6; 굴릭 1995, p. 2.
40. ↑  드바니 2007, 11쪽.
41. ↑  Devaney 2003, p. 2; 콜렛, 에크맨 1993, p. 57.
42. ↑  아오키 1996, 6쪽.
43. ↑  알리굿, 사우어, 요크 2012a, 2쪽.
44. ↑  야마구치 1986, p. 20; 아오키 1996, p. 6.
45. ↑  아오키 노부오(青木統夫)·시라이와 겐이치(白岩謙一) (2013). 《역학계와 엔트로피(力学系とエントロピー)》 복간판. 교리쓰 출판(共立出版). 17쪽. ISBN 978-4-320-11043-4.
46. ↑  아이하라 1993, 21–23쪽.
47. ↑  메이 2002, p. 146; 아이하라·구로사키·다카하시 1999, p. 14.
48. ↑  굴릭 1995, 35쪽.
49. ↑  Devaney 2003, p. 6; 드바니 2007, p. 13.
50. ↑  아이하라·구로사키·다카하시 1999, 14–15쪽.
51. 1 2 3  Hirsch, Smale & Devaney 2007, 347쪽.
52. ↑  후나코시 2008, p. 18; Hirsch, Smale & Devaney 2007, p. 347; Strogatz 2015, p. 386; 하야마 2002, pp. 15–17.
53. 1 2  하야마 2002, 16–17쪽.
54. ↑  후나코시 2008, 18쪽.
55. 1 2 3 4  사토 고에쓰(佐藤幸悦) (1994). 《프랙탈/혼돈 2―복소 세계의 뉴턴법(フラクタル/カオス2 ―複素世界のニュートン法)》 초판. 러셀샤(ラッセル社). 268–273쪽. ISBN 4-947627-23-9.
56. ↑  굴릭 1995, p. 4; 드바니 2007, p. 31.
57. ↑  비발디 1994, 52–53쪽.
58. ↑  굴릭 1995, p. 36; 후나코시 2008, p. 18; 야마구치 1986, pp. 78–79; 이토 1993, p. 52.
59. 1 2  Strogatz 2015, 391쪽.
60. 1 2  Jackson 1994, 128쪽.
61. ↑  드바니 2007, 31쪽.
62. ↑  메이 2002, 148쪽.
63. ↑  메이 2002, p. 148; 드바니 2007, p. 31.
64. ↑  굴릭 1995, p. 6; Strogatz 2015.
65. ↑  하야마 2002, p. 20; 아이하라·구로사키·다카하시 1999, p. 22.
66. ↑  드바니 2007, 21쪽.
67. ↑  알리굿, 사우어, 요크 2012a, 5쪽.
68. 1 2  곤·다케우치 2018, 218쪽.
69. ↑  알리굿, 사우어, 요크 2012a, 5–6쪽.
70. ↑  Strogatz 2015, 383쪽.
71. ↑  Thompson & Stewart 1988, 162쪽.
72. 1 2  후나코시 2008, 22쪽.
73. ↑  굴릭 1995, 36쪽.
74. 1 2  야마구치 1996, 9쪽.
75. ↑  시모조 1992, 44쪽.
76. 1 2  후나코시 2008, p. 22; 굴릭 1995, p. 9.
77. 1 2 3 4  굴릭 1995, 10쪽.
78. ↑  하야마 2002, 21–22쪽.
79. ↑  굴릭 1995, 11쪽.
80. 1 2  하야마 2002, 22–23쪽.
81. 1 2  Hirsch, Smale & Devaney 2007, 344쪽.
82. ↑  아이하라·구로사키·다카하시 1999, 22쪽.
83. 1 2  후나코시 2008, 25쪽.
84. ↑  곤·다케우치 2018, 222쪽.
85. ↑  곤·다케우치 2018, 221쪽.
86. 1 2  알리굿, 사우어, 요크 2012c, 61쪽.
87. 1 2  고무로 2005, 115쪽.
88. ↑  고무로 2005, 79, 115쪽.
89. ↑  마쓰바 2011, 158쪽.
90. 1 2  야마구치 1986, pp. 81–82; 굴릭 1995, pp. 36–37.
91. 1 2  야마구치 1986, 81–82쪽.
92. 1 2  알리굿, 사우어, 요크 2012c, 61, 63쪽.
93. ↑  후나코시 2008, 26쪽.
94. ↑  굴릭 1995, 12쪽.
95. ↑  시모조 1992, 50쪽.
96. 1 2  야마구치 1986, 82쪽.
97. ↑  아오키 1996, 10쪽.
98. ↑  Devaney 2003, p. 27–28; 굴릭 1995, p. 37.
99. ↑  굴릭 1995, 38쪽.
100. ↑  Devaney 2003, p. 28; 굴릭 1995, p. 38.
101. 1 2  드바니 2007, 64쪽.
102. ↑  Strogatz 2015, 51쪽.
103. ↑  야마구치 1996, 11쪽.
104. ↑  후나코시 2008, 28쪽.
105. 1 2 3  굴릭 1995, 39쪽.
106. 1 2  후나코시 2008, 52–53쪽.
107. ↑  알리굿, 사우어, 요크 2012a, 14–15쪽.
108. 1 2  마쓰바 2011, 32쪽.
109. ↑  Jackson 1994, 131쪽.
110. ↑  알리굿, 사우어, 요크 2012a, 14쪽.
111. 1 2  이노우에·하타 1999, 36쪽.
112. ↑  이노우에·하타 1999, p. 36; 후나코시 2008, p. 31.
113. 1 2  이노우에·하타 1999, p. 36; 후나코시 2008.
114. 1 2  Strogatz 2015, 392쪽.
115. ↑  후나코시 2008, 45쪽.
116. ↑  드바니 2007, 48쪽.
117. 1 2  후나코시 2008, 46쪽.
118. ↑  하야마 2002, 23쪽.
119. 1 2 3 4  May 1976, 461쪽.
120. 1 2  Strogatz 2015, 394쪽.
121. ↑  굴릭 1995, 41–42쪽.
122. ↑  굴릭 1995, 11–12, 42쪽.
123. ↑  굴릭 1995, 11–12쪽.
124. 1 2  후나코시 2008, 36쪽.
125. 1 2  후나코시 2008, 37쪽.
126. ↑  곤·다케우치 2018, p. 224; 야마구치 1986, pp. 83–84.
127. ↑  곤·다케우치 2018, 224쪽.
128. 1 2  후나코시 2008, 39쪽.
129. ↑  후나코시 2008, 39–40쪽.
130. ↑  알리굿, 사우어, 요크 2012c, 114쪽.
131. 1 2 3 4  이노우에·하타 1999, 46쪽.
132. ↑  알리굿, 사우어, 요크 2012c, 109쪽.
133. 1 2  고무로 2005, 118쪽.
134. ↑  Jackson 1994, 133, 135쪽.
135. ↑  시모조 1992, 51쪽.
136. 1 2  메이 2002, 151쪽.
137. 1 2  하야마 2002, pp. 27–28; 이노우에·하타 1999, p. 49.
138. ↑  Devaney 2003, 114쪽.
139. ↑  드바니 2007, p. 86; Strogatz 2015, p. 389; 세노 2016, p. 56.
140. ↑  드바니 2007, p. 86; Strogatz 2015, p. 389.
141. 1 2 3  Devaney 2003, 117쪽.
142. ↑  이노우애·하타 1999, 29쪽.
143. ↑  Strogatz 2015, 389–390쪽.
144. ↑  모리·구라모토 1994, 169쪽.
145. ↑  고다 1990, 3쪽.
146. ↑  아이하라(편) 2000, p. 123; 아이하라·구로사키·다카하시 1999, p. 78.
147. ↑  모리·구라모토 1994, p. 169; 이노우에·하타 1999.
148. ↑  Hirsch, Smale & Devaney 2007, p. 316; 하야마 2002, p. 9.
149. ↑  비발디 1994, 59쪽.
150. ↑  아이하라·구로사키·다카하시 1999, p. 79; Falconer 2006, p. 241; Jackson 1994, p. 134.
151. ↑  아이하라·구로사키·다카하시 1999, 79쪽.
152. ↑  Jackson 1994, 134쪽.
153. ↑  아이하라·구로사키·다카하시 1999, p. 88; Falconer 2006, p. 241.
154. ↑  Falconer 2006, xvii–xix쪽.
155. 1 2 3  이노우에·하타 1999, 29쪽.
156. ↑  아이하라 1993, 19쪽.
157. ↑  하야마 2002, p. 19; 메이 2002, p. 152; 이노우에·하타 1999, p. 29; 고다 1990, p. 5.
158. 1 2  니와 1999, 141쪽.
159. ↑  콜렛, 에크맨 1993, 16쪽.
160. ↑  후나코시 2008, 9쪽.
161. ↑  시모조 1992, 87쪽.
162. ↑  시모조 1992, 86–87쪽.
163. ↑  후나코시 2008, 164–166쪽.
164. 1 2  후나코시 2008, 57쪽.
165. ↑  메이 2002.
166. 1 2  고다 1990, 5쪽.
167. ↑  알리굿, 사우어, 요크 2012a, p. 21; 콜렛, 에크맨 1993, p. 27.
168. ↑  Strogatz 2015, 390쪽.
169. ↑  Falconer 2006, 242쪽.
170. ↑  Jackson 1994, 143쪽.
171. ↑  드바니 2007, 90쪽.
172. ↑  메이 2002, 152쪽.
173. 1 2 3  알리굿, 사우어, 요크 2012a, 21–22쪽, 역주.
174. ↑  이노우에 1996, 134쪽.
175. ↑  이노우에 1996, 127쪽.
176. ↑  이노우에 1996, 136쪽.
177. ↑  하야마 2002, 35쪽.
178. 1 2 3  하야마 2002, 40쪽.
179. 1 2  하야마 2002, 40–41쪽.
180. ↑  하야마 2002, 41쪽.
181. ↑  야마구치 요시히로(山口喜博)·다니카와 기요타카(谷川清隆) (2016). 《말굽으로의 길―2차원 사상 역학계 입문(馬蹄への道 ―2次元写像力学系入門)》 초판. 교리쓰 출판(共立出版). 212쪽. ISBN 978-4-320-11149-3.
182. ↑  하야마 2002, 39쪽.
183. ↑  하야마 2002, 43쪽.
184. ↑  하야마 2002, 42쪽.
185. ↑  하야마 2002, p. 43; 이노우에 1996, p. 136.
186. ↑  하야마 2002, 30쪽.
187. ↑  아오키 1996, 43쪽.
188. 1 2  Jackson 1994, 148쪽.
189. ↑  Jackson 1994, 147쪽.
190. ↑  후나코시 2008, 73쪽.
191. ↑  후나코시 2008, p. 71; 이노우에·하타 1999, p. 55.
192. 1 2 3  후나코시 2008, 71쪽.
193. ↑  아이하라·구로사키·다카하시 1999, 27–28쪽.
194. ↑  이노우에·하타 1999, p. 52; 후나코시 2008, p. 71.
195. 1 2  이노우에·하타 1999, 55쪽.
196. 1 2  Strogatz 2015, 398쪽.
197. ↑  이노우에·하타 1999, p. 55; Strogatz 2015, p. 398.
198. ↑  Thompson & Stewart 1988, 169쪽.
199. 1 2  이노우에·하타 1999, p. 53; 후나코시 2008, p. 72.
200. 1 2  이노우에·하타 1999, p. 53; Strogatz 2015, p. 398.
201. 1 2  후나코시 2008, 57–58쪽.
202. 1 2  후나코시 2008, 58쪽.
203. 1 2  하야마 2002, 52쪽.
204. 1 2 3 4  후나코시 2008, 64쪽.
205. ↑  시모조 1992, pp. 89–90; 하야마 2002, p. 51.
206. ↑  후나코시 2008, 58–59쪽.
207. ↑  이노우에·하타 1999, 49쪽.
208. ↑  고다 1990, 9쪽.
209. ↑  이노우에·하타 1999, p. 49; 고다 1990, p. 9; 아이하라·구로사키·다카하시 1999, p. 23.
210. 1 2  후나코시 2008, 59쪽.
211. ↑  하야마 2002, p. 19; Jackson 1994, p. 144.
212. ↑  하야마 2002, p. 19; Jackson 1994, p. 144; 후나코시 2008, p. 59.
213. 1 2 3  하야마 2002, 18–19쪽.
214. ↑  시모조 1992, 46–47쪽.
215. 1 2  후나코시 2008, 63쪽.
216. 1 2  후나코시 2008, 60쪽.
217. ↑  고무로 2005, 119–120쪽.
218. ↑  하야마 2002, p. 32; 모리·구라모토 1994, p. 170.
219. ↑  모리·구라모토 1994, p. 170; Jackson 1994, p. 149.
220. ↑  모리·구라모토 1994, p. 171; 후나코시 2008, p. 59.
221. ↑  Jackson 1994, 150쪽.
222. ↑  알리굿, 사우어, 요크 2012c, 16쪽.
223. ↑  고무로 2005, p. 122; Thompson & Stewart 1988, p. 172.
224. ↑  하야마 2002, 32쪽.
225. ↑  고무로 2005, 121–122쪽.
226. ↑  Jackson 1994, 160쪽.
227. ↑  이노우에 1996, 139쪽.
228. ↑  Devaney 2003.
229. ↑  Devaney 2003, pp. 42–45; 하야마 2002, pp. 57–60.
230. ↑  시모조 1992, 90쪽.
231. ↑  시모조 1992, 89쪽.
232. 1 2 3 4 5 6 7  와타나베 히로아키(渡辺裕明)·가나다 야스마사(金田康正) (1999). “텐트 사상에 기반한 유사난수 생성법(テント写像に基づいた擬似乱数生成法)”. 《정보처리학회 논문지(情報処理学会論文誌)》 (정보처리학회) 40 (7): 2843–2850. NAID 110002724890.
233. 1 2  알리굿, 사우어, 요크 2012a, 25, 213쪽.
234. 1 2 3  아이하라 1993, 109쪽.
235. 1 2  야마구치 1986, pp. 29–47; 하야마 2002, pp. 54–57.
236. 1 2  아오키 1996, 11쪽.
237. 1 2 3  하야마 2002, 17쪽.
238. 1 2  고무로 2005, 122쪽.
239. 1 2  Hirsch, Smale & Devaney 2007, pp. 353–354; 굴릭 1995, p. 104.
240. ↑  굴릭 1995, 116쪽.
241. ↑  Hirsch, Smale & Devaney 2007, 354쪽.
242. ↑  Hirsch, Smale & Devaney 2007, 354–355쪽.
243. ↑  Devaney 2003, pp. 30, 32; 아오키 1996, p. 12.
244. ↑  Hirsch, Smale & Devaney 2007, 357–361쪽.
245. 1 2  에릭 웨이스타인. “Logistic Map--r=4”. 《매스월드》. 울프럼 리서치.
246. 1 2  에릭 웨이스타인. “Logistic Map--r=2”. 《매스월드》. 울프럼 리서치.
247. 1 2  에릭 웨이스타인. “Logistic Map--r=-2”. 《매스월드》. 울프럼 리서치.
248. 1 2 3  스티븐 울프럼. “Section 11: Traditional Mathematics and Mathematical Formulas”. 《A New Kind of Science》.
249. 1 2 3 4  Strogatz 2015, 404쪽.
250. ↑  Devaney 2003, 121–122쪽.
251. ↑  알리굿, 사우어, 요크 2012c, p. 111; Strogatz 2015, p. 418; Jackson 1994, p. 141; 아이하라·구로사키·다카하시 1999, p. 63.
252. 1 2  Strogatz 2015, 405쪽.
253. ↑  Jackson 1994, 137–138쪽.
254. 1 2  N.Metropolis, M.L.Stein, P.R.Stein (1973). “On finite limit sets for transformations on the unit interval”. 《Journal of Combinatorial Theory, Series A》 (Academic Press, Inc.) 15: 25–27. doi:10.1016/0097-3165(73)90033-2.
255. ↑  Jackson 1994, 138쪽.
256. ↑  드바니 2007, 161쪽.
257. ↑  드바니 2007, 162쪽.
258. ↑  Jackson 1994, 351쪽.
259. ↑  아오키 1996, 18쪽.
260. ↑  드바니 2007, 113쪽.
261. ↑  굴릭 1995, 99쪽.
262. ↑  굴릭 1995, 100쪽.
263. ↑  굴릭 1995, pp. 100–101; 이노우에·하타 1999, p. 46.
264. ↑  모리·구라모토 1994, p. 166; 가네코·쓰다 1996, p. 83.
265. 1 2  고다 1990, 10쪽.
266. ↑  굴릭 1995, pp. 97–99; 고다 1990, p. 10.
267. ↑  Hirsch, Smale & Devaney 2007, 359쪽.
268. ↑  Hirsch, Smale & Devaney 2007, 360–361쪽.
269. ↑  메이 2002, p. 160; 아이하라·구로사키·다카하시 1999, p. 17.
270. ↑  세노 2016, 5–6, 44–46쪽.
271. ↑  세노 2007, 8, , 77, 79–81쪽.
272. 1 2  세노 2007, 70쪽.
273. ↑  후나코시 2008, 1쪽.
274. ↑  May 1976, 459쪽.
275. 1 2 3  머리 2014, 41쪽.
276. ↑  머리 2014, pp. 35–49; 세노 2016, pp. 41–58.
277. ↑  머리 2014, 38쪽.
278. ↑  후나코시 2008, 2쪽.
279. ↑  이노우에·하타 1999, p. 26; 머리 2014, p. 38.
280. ↑  이노우에·하타 1999, 26쪽.
281. ↑  세노 2007, 5쪽.
282. 1 2  세노 2016, 45쪽.
283. ↑  세노 2016, 44쪽.
284. 1 2  세노 2016, 45–46쪽.
285. ↑  세노 2007, 80–82쪽.
286. 1 2  후나코시 2008, 4–5쪽.
287. ↑  야마구치 1986, 76–78쪽.
288. ↑  세노 히로미(瀬野裕美) (2021). 《기하 급수 계산에서 시작하는 수리 모델링―점화식에서 보는 생물 개체군 역학(ねずみ算からはじめる数理モデリング ―漸化式でみる生物個体群ダイナミクス)》. 교리쓰 스마트 셀렉션 35(共立スマートセレクション35) 초판. 교리쓰 출판. 51쪽. ISBN 978-4-320-00935-6.
289. ↑  세노 2007, 18, 20, 25쪽.
290. ↑  곤·다케우치 2018, 7쪽.
291. ↑  세노 2016, 20쪽.
292. ↑  머리 2014, 3쪽.
293. ↑  야마구치 1986, pp. 76–78; 곤·다케우치 2018, p. 218.
294. ↑  야마구치 1986; 세노 2016.
295. 1 2  야마구치 1986, pp. 77–78; 곤·다케우치 2018, p. 218.
296. 1 2  세노 2007, 83–84쪽.
297. ↑  야마구치 1986, 134쪽.
298. ↑  야마구치 1986, 134–135쪽.
299. 1 2  니와 1999, 132쪽.
300. ↑  이언 스튜어트 (2013). 《세계를 바꾼 17의 방정식(世界を変えた17の方程式)》. 번역 미즈타니 준(水谷淳) 초판. SB 크리에이티브. 360쪽. ISBN 978-4-7973-6970-0.
301. ↑  머리 2014, 57쪽.
302. 1 2  세노 2016, 2쪽.
303. ↑  이언 스튜어트 (2012). 《수학에서 생명의 수수께끼를 풀다(数学で生命の謎を解く)》. 번역 미즈타니 준(水谷淳) 초판. SB 크리에이티브. 343쪽. ISBN 978-4-7973-6969-4.
304. ↑  가네코·쓰다 1996, p. 83; 고무로 2005, p. 157.
305. ↑  가네코·쓰다 1996, 79–80쪽.
306. ↑  이노우에 1996, 144쪽.
307. 1 2  후지사카 히로카즈(藤坂博一) (2002). 〈혼돈적 리듬의 동기화·비동기화 현상과 그 수리(カオス的リズムの同期・非同期現象とその数理)〉.   구라모토 요시키(蔵本由紀). 《리듬 현상의 세계(リズム現象の世界)》. 미무라 마사야스(三村昌泰)(감수) 초판. 도쿄 대학 출판회. 185–232쪽. ISBN 4-13-064091-7.
308. ↑  Jackson 1995, 372–373쪽.
309. ↑  이노우에·하타 1999, p. 134; 가네코·쓰다 1996, p. 83; Jackson 1995, p. 375; 고무로 2005, p. 157; 이바·후쿠하라 1998, p. 192.
310. ↑  가네코·쓰다 1996, 83쪽.
311. ↑  Jackson 1995, 375쪽.
312. ↑  고무로 2005, pp. 157–158; 가네코·쓰다 1996, p. 125.
313. ↑  이노우에·하타 1999, 133쪽.
314. ↑  가네코·쓰다 1996, pp. 83; 이노우에 1996, p. 144.
315. ↑  이바·후쿠하라 1998, p. 194; 이노우에 1996, p. 144.
316. ↑  이바·후쿠하라 1998, 194쪽.
317. ↑  이노우에 1996, 145쪽.
318. 1 2  이노우에 1996, 144–145쪽.
319. ↑  이노우에·하타 1999, 136–137쪽.
320. ↑  고무로 2005, pp. 158–160; 가네코·쓰다 1996, p. 152.
321. ↑  고무로 2005, pp. 160–161; 가네코·쓰다 1996, p. 151.
322. 1 2  가와무라 사토시(川村暁) (2006). “혼돈으로부터의 유사난수 생성기와 그 활용에 관한 연구(カオスからの擬似乱数生成とその応用に関する研究)” (pdf). 이시다 미노루 기념재단(石田實記念財団): 1.
323. 1 2 3 4  K.J. Persohn, R.J. Povinelli (2012). “Analyzing logistic map pseudorandom number generators for periodicity induced by finite precision floating-point representation”. 《Chaos, Solitons & Fractals》 45 (3): 238-245. doi:10.1016/j.chaos.2011.12.006.
324. ↑  Mickael Francois, David Defour (2013). “A Pseudo-Random Bit Generator Using Three Chaotic Logistic Maps” (pdf). HAL. 2–3쪽.
325. 1 2  S. C. Phatak, S. Suresh Rao (1993). “Logistic Map: A Possible Random Number Generator”. arXiv:cond-mat/9310004.
326. ↑  와타나베 히로아키(渡辺裕明)·가나다 야스마사(金田康正) (1996). “로지스틱 사상에 의한 유사난수 발생법(ロジスティック写像による擬似乱数発生法)”. 《전국대회강연 논문집(全国大会講演論文集)》 (정보처리학회) 53 (아키텍처 사이언스(アーキテクチャサイエンス)): 65–66. NAID 110002887451.
327. 1 2 3  고다 도루(香田徹)·가키모토 아쓰시(柿本厚志) (1986). “유사난수와 혼돈(擬似乱数とカオス)”. 《정보처리학회 논문지(情報処理学会論文誌)》 (정보처리학회) 27 (3): 294. NAID 110002724139.
328. 1 2  Dong Jiguo(董際国) (2012). 《정수 로지스틱 사상을 사용한 난수 생성법과 그 응용(整数ロジスティック写像を用いた乱数生成法とその応用)》 (학위논문). 전기통신대학(電気通信大学). 8-9쪽. NAID 500000560236. 학위 수여 번호: 갑 제682호.
329. 1 2 3  쇼노 가쓰후사(庄野克房) (2002). 《혼돈 엔지니어링―혼돈·집적 회로·디지털 컴퓨터(カオスエンジニアリング ―カオス・集積回路・デジタルコンピュータ)》. 슈프링어 페를라그 도쿄. 28–32쪽. ISBN 4-431-70982-7.
330. ↑  Devaney 2003, 229쪽.
331. 1 2  알리굿, 사우어, 요크 2012a, p. 184; 굴릭 1995, p. 191.
332. ↑  아이하라·구로사키·다카하시 1999, 118쪽.
333. ↑  굴릭 1995, p. 100; Devaney 2003, p. 236.
334. 1 2 3  하야마 2002, 202쪽.
335. ↑  하야마 2002, 203쪽.
336. ↑  Falconer 2006, p. 270; 야마구치 1986, p. 174.
337. ↑  Devaney 2003, 281쪽.
338. ↑  드바니 2007, p. 262; Devaney 2003, p. 281.
339. 1 2  Jackson 1995, 1쪽.
340. 1 2  Thompson & Stewart 1988, 157쪽.
341. ↑  도쿠나가 류지(徳永隆治) (1990). 〈혼돈과 프랙탈(カオスとフラクタル)〉.   아이하라 가즈유키(合原一幸). 《혼돈―혼돈 이론의 기초와 응용(カオス ―カオス理論の基礎と応用)》. Information & Computing 49 초판. 사이언스샤(サイエンス社). 74–76쪽. ISBN 4-7819-0592-7.
342. ↑  Thompson & Stewart 1988, 157–158쪽.
343. ↑  이언 스튜어트 (1998). 《혼돈적 세계상―비정형의 이론에서 복잡계의 과학으로(カオス的世界像 ―非定形の理論から複雑系の科学へ)》. 번역 스다 후지오(須田不二夫)·미무라 가즈오(三村和男) 초판. 하쿠요샤(白揚社). 290쪽. ISBN 978-4-8269-0085-0.
344. ↑  콜렛, 에크맨 1993, 64쪽.
345. ↑  드바니 2007, 7쪽.
346. ↑  Devaney 2003, 230쪽.
347. ↑  아이하라 1993, 62–63쪽.
348. ↑  아이하라 1993, 97–98쪽.
349. ↑  스티븐 울프럼. “History of iterated maps”. 《A New Kind of Science》.
350. 1 2 3  크리스찬 미라(Christian Mira) (2002). 〈구모브스키와 툴루즈 연구 그룹의 카오스 역학 이전 역사(グモフスキーとトゥルーズ研究グループのカオス力学前史)〉.   랄프 에이브러햄(Ralph H. Abraham); 우에다 요시스케(上田睆亮). 《혼돈은 이렇게 해서 발견됐다(カオスはこうして発見された)》. 번역 이나가키 고사쿠(稲垣耕作)·아카마쓰 노리오(赤松則男) 초판. 교리쓰 출판(共立出版). 92, 117쪽. ISBN 4-320-03418-X.
351. 1 2  메이 2002, 160쪽.
352. 1 2  메이 2002, 159쪽.
353. ↑  시모조 1992, 19쪽.
354. ↑  세노 2007, 84, 308쪽.
355. ↑  야마구치 1986, 77쪽.
356. ↑  Strogatz 2015, pp. 385–386; 시모조 1992, pp. 161–162.
357. ↑  아이하라 1993, 104쪽.
358. ↑  세노 2007, p. 82; 아이하라(편) 2000, p. 34.
359. 1 2 3 4  리톈옌(Tien-Yien Li); J. A. 요크(J. A. Yorke) (2002). 〈구간 위의 혼돈을 탐험하다(区間上のカオスを探検する)〉. 《혼돈은 이렇게 해서 발견됐다(カオスはこうして発見された)》. 번역 이나가키 고사쿠(稲垣耕作)·아카마쓰 노리오(赤松則男) 초판. 교리쓰 출판(共立出版). 168–170쪽. ISBN 4-320-03418-X.
360. ↑  야마구치 1986, p. 101; 시모조 1992, p. 161; 글릭 1991, p. 122; 메이 2002, p. 159, 역주.
361. ↑  야마구치 1986, 102–103쪽.
362. ↑  야마구치 1986, 103쪽.
363. ↑  야마구치 1986, 104쪽.
364. ↑  글릭 1991, 286, 294–297쪽.
365. ↑  글릭 1991, 298–302쪽.
366. ↑  글릭 1991, p. 315; 야마구치 1986, pp. 111–112; 콜렛, 에크맨 1993, pp. 32, 208–209.
367. ↑  글릭 1991, pp. 347–357; 아이하라·구로사키·다카하시 1999, p. 60; 이토 1993, p. 22; 야마구치 1986, p. 112.

## 같이 보기
- 로지스틱 함수
- 랴푸노프 안정성

## 참고 문헌
- May, R. M. (1976). “Simple mathematical models with very complicated dynamics”. 《Nature》 (영어) 261 (5560): 459–67. Bibcode:1976Natur.261..459M. doi:10.1038/261459a0. PMID 934280.
- Sfondrini, Alessandro. 〈Introduction to universality and renormalization group techniques〉 (PDF). 《Proceedings of the VIII Modave School in Mathematical Physics》 (영어). arXiv:1210.2262. Bibcode:2012arXiv1210.2262S.
- 후나코시 미쓰아키(船越満明) (2008). 《혼돈(カオス)》. 시리즈 비선형 과학 입문 3(シリーズ 非線形科学入門3) 초판. 아사쿠라 서점(朝倉書店). ISBN 978-4-254-11613-7.
- 하야마 사토시(早間慧) (2002). 《혼돈 이론의 기초(カオス力学の基礎)》 개정 2판. 겐다이스가쿠샤(現代数学社). ISBN 4-7687-0282-1.
- 야마구치 마사야(山口昌哉) (1986). 《혼돈과 프랙탈-비선형의 신기함(カオスとフラクタル ―非線形の不思議)》. 블루 백스 B-652(ブルーバックス B-652). 고단샤. ISBN 4-06-132652-X.
- 데니 굴릭(Denny Gulick) (1995). 《혼돈과의 조우-역학계로의 수학적 어프로치(カオスとの遭遇 ―力学系への数学的アプローチ)》. 번역 마에다 게이이치(前田恵一)·하라야마 다카히사(原山卓久) 초판. 산교 도서(産業図書). ISBN 4-7828-1009-1.
- K. T. 알리굿(Kathleen T. Alligood); T. D. 사우어(Tim D. Sauer); J. A. 요크(James A. Yorke) (2012a). 《혼돈 제1권 역학계 입문(カオス　第1巻　力学系入門)》. 번역 호시노 다카시(星野高志)·아베 기요히토(阿部巨仁)·구로다 히라쿠(黒田拓)·마쓰모토 가즈히로(松本和宏). 쓰다 이치로(津田一郎)(감역). 마루젠 출판(丸善出版). ISBN 978-4-621-06223-4.
- K. T. 알리굿(Kathleen T. Alligood)·T. D. 사우어(Tim D. Sauer)·J. A. 요크(James A. Yorke) (2012c). 《혼돈 제3권 역학계 입문(カオス　第3巻　力学系入門)》. 번역 호시노 다카시(星野高志)·아베 기요히토(阿部巨仁)·구로다 히라쿠(黒田拓)·마쓰모토 가즈히로(松本和宏). 쓰다 이치로(津田 一郎)(감역). 마루젠 출판(丸善出版). ISBN 978-4-621-06540-2.
- 아이하라 가즈유키(合原一幸)·구로사키 마사오(黒崎政男)·다카하시 준(高橋純) (1999). 《철학자 구로사키와 공학자 아이하라의 신은 혼돈에 머무신다(哲学者クロサキと工学者アイハラの神はカオスに宿りたもう)》 초판. 아스키. ISBN 4-7561-3133-6.
- 고무로 모토마사(小室元政) (2005). 《기초부터의 역학계-분기 해석부터 혼돈적 편력으로(基礎からの力学系 ―分岐解析からカオス的遍歴へ)》 신판. 사이언스샤(サイエンス社). ISBN 4-7819-1118-8.
- 이노우에 마사요시(井上政義)·하타 히로키(秦浩起) (1999). 《혼돈 이론의 기초와 전개-복잡계의 이해를 향해서(カオス科学の基礎と展開 ―複雑系の理解に向けて)》 초판. 교리쓰 출판(共立出版). ISBN 4-320-03323-X.
- Robert L. Devaney (2003). 《혼돈 역학계 입문(カオス力学系入門)》. 번역 고토 겐이치(後藤憲一). 고쿠부 히로시(國府寛司)·이시이 유타카(石井豊)·니이 슌사쿠(新居俊作)·기사카 마사시(木坂正史)(신정판역) 신정판. 교리쓰 출판(共立出版). ISBN 4-320-01705-6.
- Steven H. Strogatz (2015). 《스트로가즈 비선형 동역학과 혼돈-수학적 기초부터 물리·생물·화학·공학으로의 응용까지(ストロガッツ　非線形ダイナミクスとカオス ―数学的基礎から物理・生物・化学・工学への応用まで)》. 번역 다나카 히사아키(田中久陽)·나가오 히로야(中尾裕也)·지바 하야토(千葉逸人). 마루젠 출판(丸善出版). ISBN 978-4-621-08580-6.
- 아이하라 가즈유키(合原一幸) (1993). 《혼돈-완전 새로운 창조의 파도(カオス ―まったく新しい創造の波)》. 고단샤. ISBN 4-06-206287-9.
- P. 콜렛(Pierre Collet), J-P. 에크맨(Jean Pierre Eckmann) (1993). 《혼돈의 출현과 소멸-1차원 단봉 사상을 중심으로(カオスの出現と消滅 ―1次元単峰写像を中心として)》. 번역 모리 마코토(森真) 제1판. 유세이샤(遊星社). ISBN 4-7952-6873-8.
- 고다 도루(香田徹) (1990). 〈혼돈 개론(カオス概論)〉.   아이하라 가즈이치(合原一幸). 《혼돈-혼돈 이론의 기초와 응용(カオス ―カオス理論の基礎と応用)》. Information & Computing 49 초판. 사이언스샤(サイエンス社). ISBN 4-7819-0592-7.
- 시모조 다카시(下條隆嗣) (1992). 《혼돈 이론 입문-고전 역학부터 혼돈 이론으로(カオス力学入門 ―古典力学からカオス力学へ)》. 시뮬레이션 물리학 6(シミュレーション物理学6) 초판. 긴다이카가쿠샤(近代科学社). ISBN 4-7649-2005-0.
- 로버트 M. 메이(Robert M. May) (2002). 〈혼돈을 낳는 2차 사상(カオスを生む2次写像)〉.   랄프 에이브러햄(Ralph H. Abraham); 우에다 요시스케(上田睆亮). 《혼돈은 이렇게 해서 발견됐다(カオスはこうして発見された)》. 번역 이나가키 고사쿠(稲垣耕作)·아카마쓰 노리오(赤松則男) 초판. 교리쓰 출판(共立出版). ISBN 4-320-03418-X.
- 이노우에 마사요시(井上政義) (1996). 《쉽게 아는 혼돈과 복잡계의 과학(やさしくわかるカオスと複雑系の科学)》 초판. 니혼지쓰교 출판사(日本実業出版社). ISBN 4-53402492-4.
- 곤 류스케(今隆助)·다케우치 야스히로(竹内康博) (2018). 《상미분 방정식과 로트카-볼테라 방정식(常微分方程式とロトカ・ヴォルテラ方程式)》 초판. 교리쓰 출판(共立出版). ISBN 978-4-320-11348-0.
- Morris W. Hirsch; Stephen Smale; Robert L. Devaney (2007). 《역학계 입문 원저 제2판-미분 방정식부터 혼돈까지(力学系入門　原著第2版 ―微分方程式からカオスまで)》. 번역 기리키 신(桐木紳)·산나미 아쓰로(三波篤朗)·다니카와 기요타카(谷川清隆)·쓰지이 마사토(辻井正人) 초판. 교리쓰 출판(共立出版). ISBN 978-4-320-01847-1.
- 이토 게이스케(伊東敬祐) (1993). 《혼돈이란 무엇일까-예측할 수 없는 혼돈을 예측하다(カオスって何だろう ―予測できないカオスを予測する)》. 다이아몬드샤(ダイヤモンド社). ISBN 4-478-83006-1.
- 세노 히로미(瀬野裕美) (2007). 《수리생물학-개체군 동태의 수리 모델링 입문(数理生物学 ―個体群動態の数理モデリング入門)》 초판. 교리쓰 출판(共立出版). ISBN 978-4-320-05656-5.
- 제임스 D. 머리(James D. Murray) (2014). 《머리 수리생물학 입문(マレー数理生物学入門)》. 번역 가쓰세 가즈토(勝瀬一登)·요시다 유키(吉田雄紀)·아오키 슈이치로(青木修一郎)·미야지마 노조무(宮嶋望)·한다 다케히사(半田剛久)·야마시타 히로시(山下博司). 미무라 마사야스(三村昌泰)(총감수), 세노 히로미(瀬野裕美)·가와치 가즈키(河内一樹)·나카구치 에쓰시(中口悦史)·미우라 다카시(三浦岳)(감수) 초판. 마루젠 출판(丸善出版). ISBN 978-4-621-08674-2.
- 아오키 노부오(青木統夫) (1996). 《역학계·혼돈-비선형 현상의 기하학적 구성(力学系・カオス ―非線形現象の幾何学的構成)》 초판. 교리쓰 출판(共立出版). ISBN 4-320-03340-X.
- 마쓰바 이쿠오(松葉育雄) (2011). 《역학계 혼돈(力学系カオス)》 제1판. 모리키타 출판(森北出版). ISBN 978-4-627-15451-3.
- 모리 하지메(森肇)·구라모토 요시키(蔵本由紀) (1994). 《산일 구조와 혼돈(散逸構造とカオス)》. 이와나미 서점. ISBN 4-00-010445-4.
- J. M. T. Thompson; H. B. Stewart (1988). 《비선형 역학과 혼돈-기술자·과학자를 위한 기하학적 수법(非線形力学とカオス ―技術者・科学者のための幾何学的手法)》. 번역 하시구치 스미히사(橋口住久). 무샤 도시미쓰(武者利光)(감역) 제1판. 옴샤(オーム社). ISBN 4-274-07431-5.
- E. Atlee Jackson (1994). 《비선형 역학의 전망Ⅰ-혼돈과 요동(非線形力学の展望Ⅰ ―カオスとゆらぎ)》. 번역 다나카 시게루(田中茂)·니와 도시오(丹羽敏雄)·미즈타니 마사히로(水谷正大)·모리 마코토(森真) 초판. 교리쓰 출판(共立出版). ISBN 4-320-03325-6.
- E. Atlee Jackson (1995). 《비선형 역학의 전망Ⅱ-복잡함과 구조(非線形力学の展望Ⅱ ―複雑さと構造)》. 번역 다나카 시게루(田中茂)·니와 도시오(丹羽敏雄)·미즈타니 마사히로(水谷正大)·모리 마코토(森真) 초판. 교리쓰 출판(共立出版). ISBN 4-320-03326-4.
- 로버트 L. 드바니(Robert L. Devaney) (2007). 《혼돈 역학계의 기초(カオス力学系の基礎)》. 번역 우에즈 다쓰야(上江洌達也)·시게모토 가즈야스(重本和泰)·구보 히로시(久保博嗣)·다사키 슈이치(田崎秀一) 신장판. 피어슨 에듀케이션(Pearson Education). ISBN 978-4-89471-028-3.
- 니와 도시오(丹羽敏雄) (1999). 《수학은 세계를 해명할 수 있는가-혼돈과 예정 조화(数学は世界を解明できるか ―カオスと予定調和)》. 주코신쇼(中公新書) 재판. 주오고론신샤. ISBN 4-12-101475-8.
- 야마구치 마사야(山口昌哉) (1996). 《혼돈 입문(カオス入門)》. 혼돈 전서 1(カオス全書1) 초판. 아사쿠라 서점(朝倉書店). ISBN 4-254-12671-9.
- 이바 다카시(井庭崇)·후쿠하라 요시히사(福原義久) (1998). 《복잡계 입문-지식의 프런티어로의 모험(複雑系入門 ―知のフロンティアへの冒険)》 초판. NTT 출판(NTT出版). ISBN 4-87188-560-7.
- 세노 히로미(瀬野裕美) (2016). 《수리생물학 강의: 【기초편】 수리 모델 해석의 첫걸음(数理生物学講義 : 【基礎編】 数理モデル解析の初歩)》 초판. 교리쓰 출판(共立出版). ISBN 978-4-320-05781-4.
- 이케구치 도루(池口徹)·야마다 야스지(山田泰司)·고무로 모토마사(小室元政) (2000).  아이하라 가즈유키(合原一幸), 편집. 《혼돈 시계열 해석의 기초와 응용(カオス時系列解析の基礎と応用)》 초판. 산교 도서(産業図書). ISBN 978-4-7828-1010-1.

- Kenneth Falconer (2006). 《프랙탈 기하학(フラクタル幾何学)》. 새로운 해석학의 흐름(新しい解析学の流れ). 번역 핫토리 구미코(服部久美子)·무라이 조신(村井浄信). 교리쓰 출판(共立出版). ISBN 4-320-01801-X.
- 프랑코 비발디(Franco Vivaldi) (1994). 〈수학적 실험에 따른 혼돈의 증명(数学的実験によるカオスの証明)〉.   니나 홀(Nina Hall). 《혼돈의 민낯(カオスの素顔)》. 블루 백스 B-1029(ブルーバックス B-1029). 번역 미야자키 마코토(宮崎忠). 고단샤. ISBN 4-06-257029-7.
- 가네코 구니히코(金子邦彦)·쓰다 이치로(津田一郎) (1996). 《복잡계의 혼돈적 시나리오(複雑系のカオス的シナリオ)》. 복잡계 총서 1(複雑系双書1) 초판. 아사쿠라 서점(朝倉書店). ISBN 4-254-10514-2.
- 제임스 글릭 (1991). 《혼돈-새로운 과학을 만들다(カオス ―新しい科学をつくる)》. 신초 문고 구-18-1(新潮文庫 ク-18-1). 번역 오누키 마사코(大貫昌子). 우에다 요시스케(上田睆亮)(감수). 신초샤. ISBN 4-10-236101-4.
- Robert M. May (1976). “Simple mathematical models with very complicated dynamics”. 《Nature》 261: 459–467. doi:10.1038/261459a0.